# St. Kastor (Koblenz)

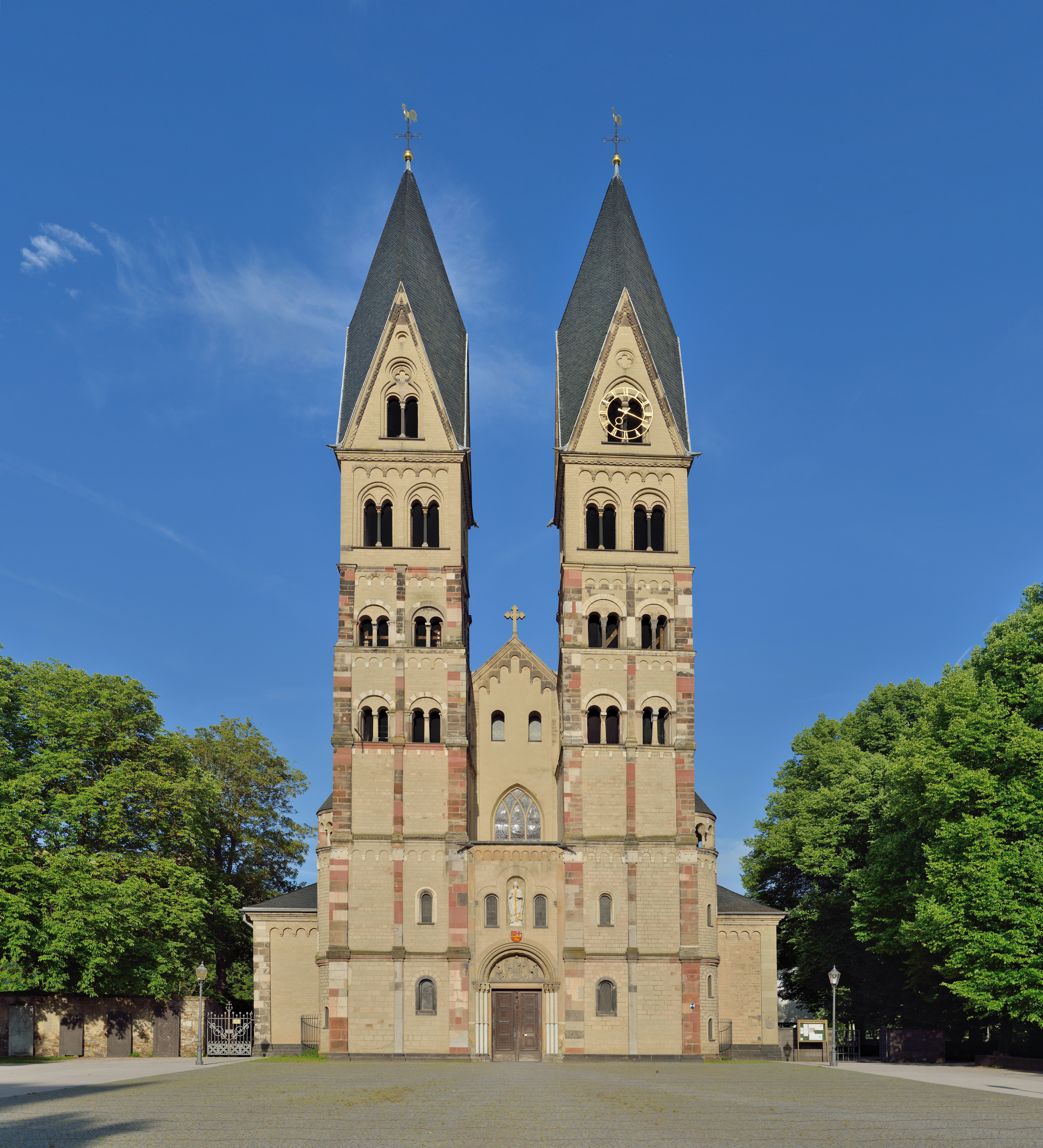
Westfassade – Das Spitzbogenfenster zwischen den Türmen ist neu, vgl. 1890

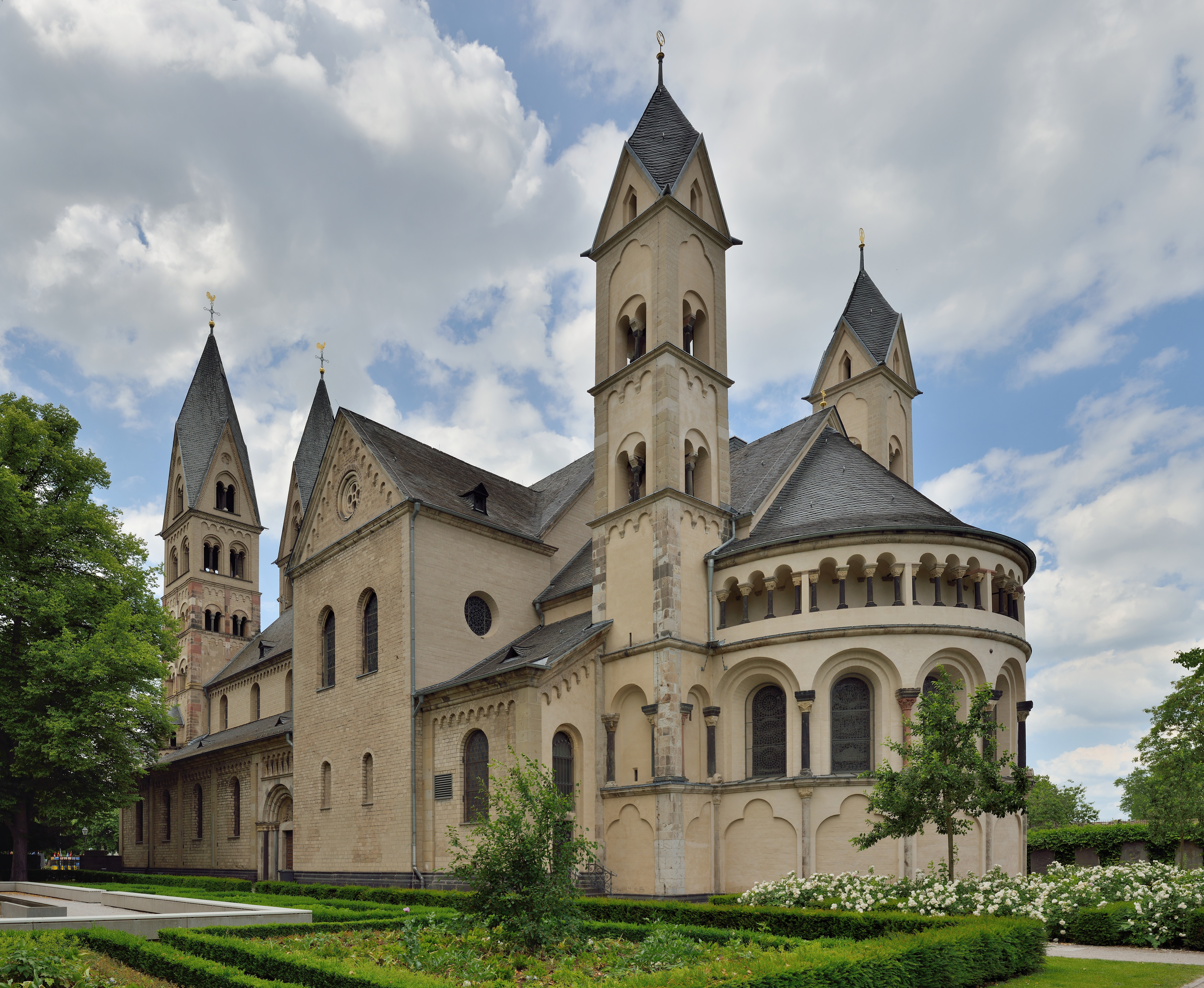
Die Südseite der Basilika St. Kastor mit dem Paradiesgarten

Die Basilika St. Kastor, auch Kastorkirche genannt, ist eine katholische Kirche in der Altstadt von Koblenz. Die Basilika, deren erster Bau in der ersten Hälfte des 9. Jahrhunderts vollendet wurde und deren heutiges Erscheinungsbild im 12. und im 19. Jahrhundert entstand, ist das älteste erhaltene Kirchenbauwerk der Stadt und steht hinter dem Deutschen Eck an der Landspitze zwischen Rhein und Mosel. Die Kirche ist ein prominentes Bauwerk der Romanik am Mittelrhein und wegen ihres umfassend erhaltenen Baubestandes sowie der zum großen Teil überlieferten Ausstattung von großer historischer Bedeutung. Sie prägt mit den anderen beiden romanischen Kirchen, der Liebfrauenkirche und der Florinskirche, die Silhouette der Altstadt. Auf dem Vorplatz der Basilika steht der sogenannte Kastorbrunnen, ein kurioses Zeugnis der Napoleonischen Kriege. Papst Johannes Paul II. erhob am 30. Juli 1991 die Kastorkirche zur Basilica minor. Sie trägt das Patrozinium des heiligen Castor von Karden.

## Geschichte

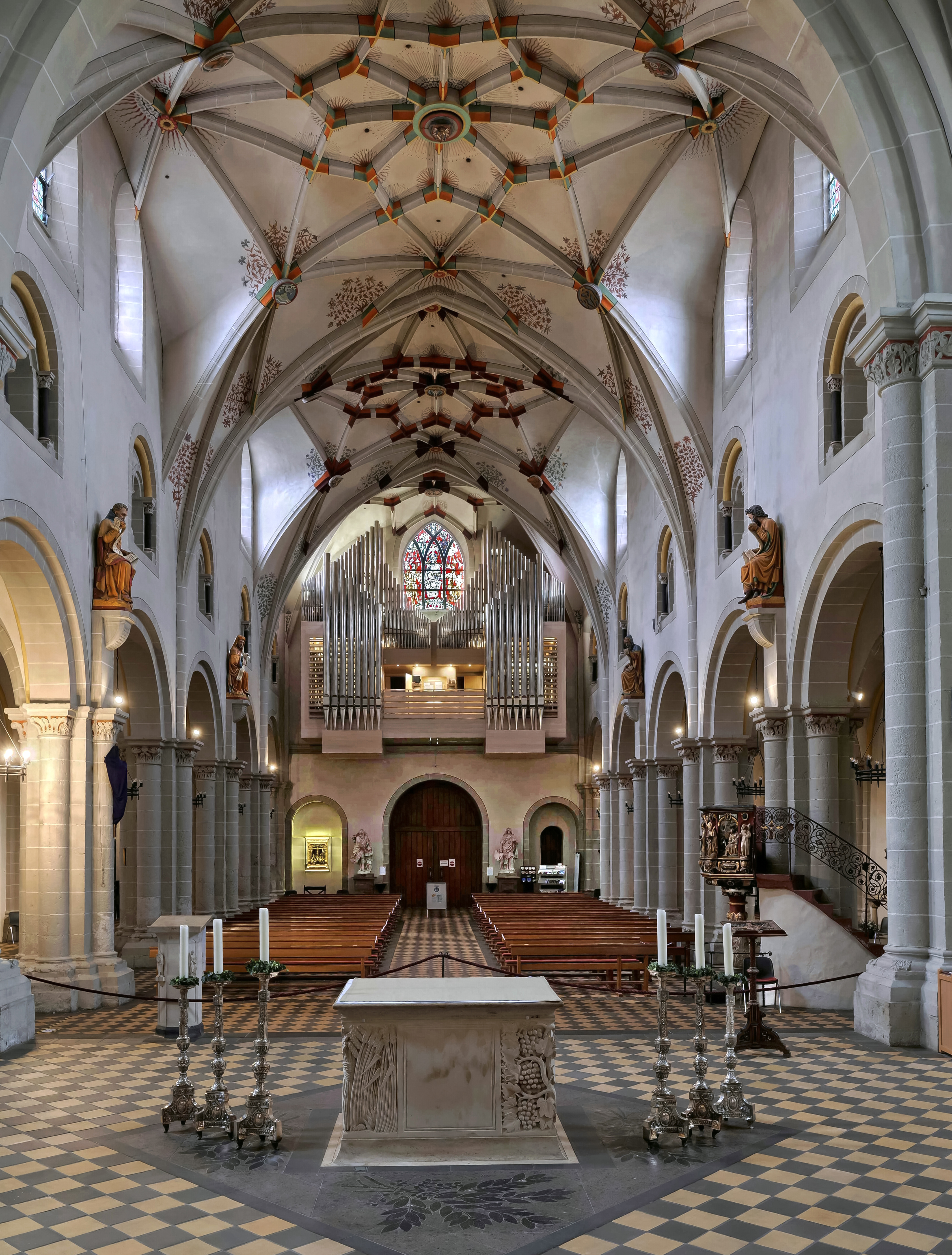
Langhaus nach Westen mit neuer Hauptorgel

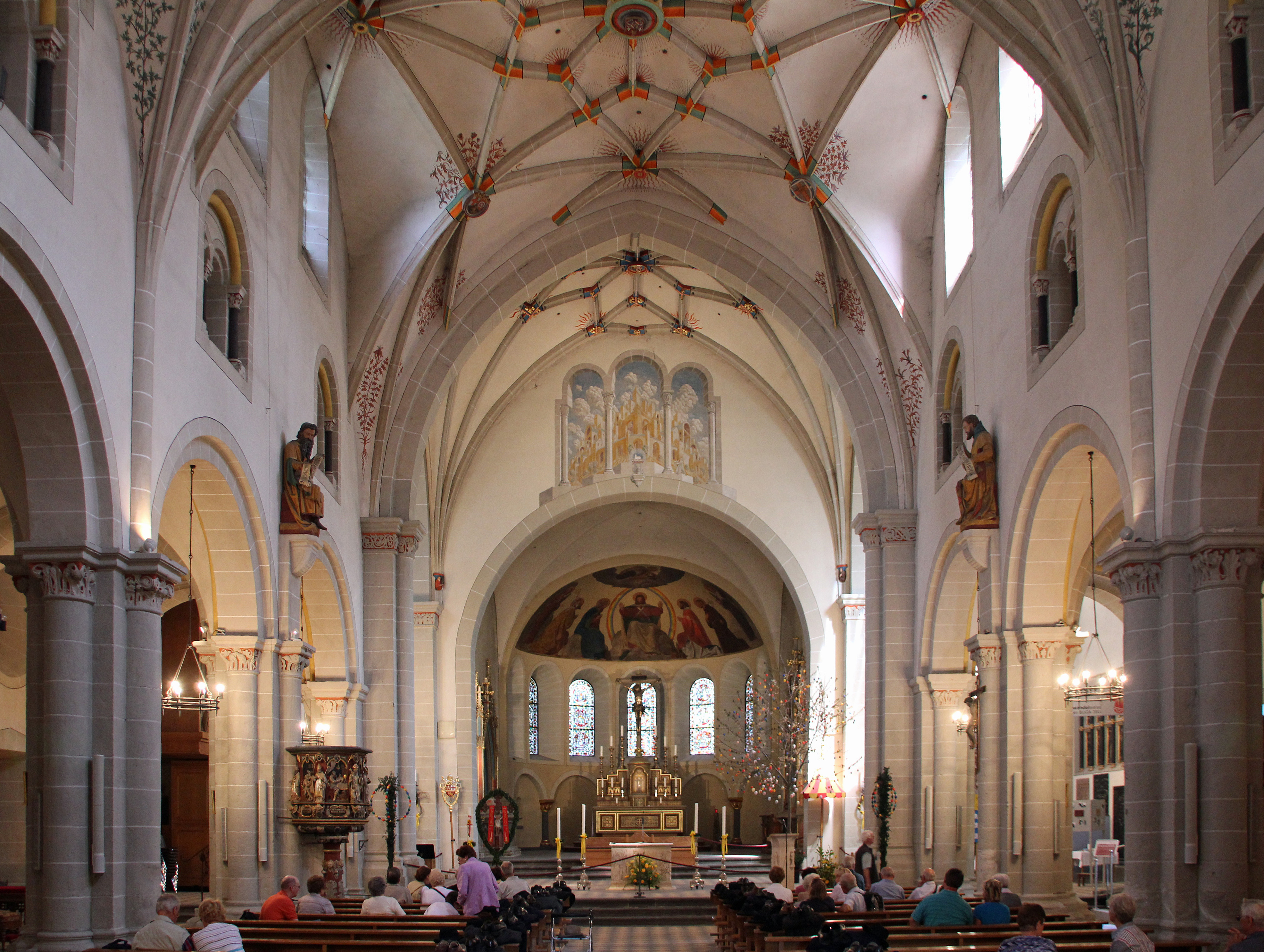
Innenraum nach Osten - ungegliederte Halbkuppel über der Apsis, Kreuzgratgewölbe über Chorjoch und Seitenschiffen, Sterngewölbe über Vierung und Mittelschiff

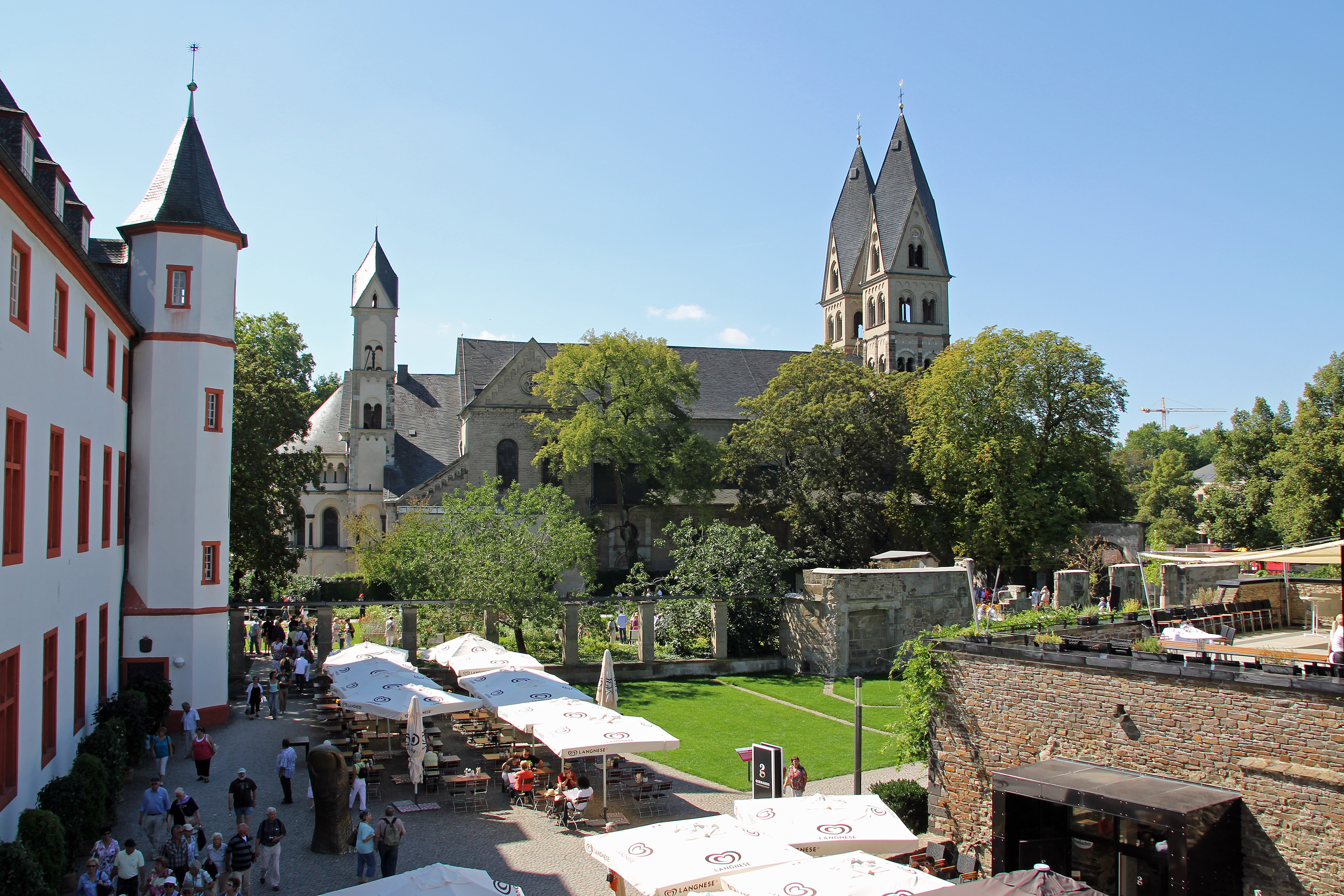
Blick über den Blumenhof auf die Basilika St. Kastor während der Bundesgartenschau 2011, links das Deutschherrenhaus

An der Stelle der heutigen Kastorkirche, die im wasserfreien Areal des einstigen Moseldeltas errichtet wurde, sind Besiedlungsreste bis in vorgeschichtliche Zeit nachweisbar. Die Römer bauten in diesem Bereich zur Zeit des Kaisers Augustus (27 v.–14 n. Chr.) ein erstes Kastell, dessen erstmaliger Nachweis im November 2008 gelang, als bei Bauarbeiten zur Bundesgartenschau 2011 ein antiker Graben entdeckt wurde. Der vier Meter breite und immer noch 2,5 Meter tiefe Graben des 100 mal 100 Meter großen Kastells ist der Beweis für die frührömische Besiedlung von Koblenz, nach dem zuvor 150 Jahre lang vergebens im Bereich der Altstadt gesucht wurde. Nach Aufgabe des Kastells entstand im Bereich des heutigen Chors der Kirche ein gallo-römischer Umgangstempel, der vom späten 1. bis zum 4. Jahrhundert bestand. In fränkischer Zeit wurde um 600 auf dem Areal des Tempels ein bis zur Mitte des 12. Jahrhunderts genutzter Friedhof angelegt.
Ein erster Bau der Kastorkirche wurde von 817 bis 836 unter dem Trierer Erzbischof Hetti mit Unterstützung Kaiser Ludwigs des Frommen vor den Toren der Stadt Confluentes erbaut und am 12. November 836 geweiht. Da sich in Koblenz ein fränkischer Königshof befand, galt Ludwig als Bauherr und die Kirche als karolingische Eigenkirche. Allerdings kam Ludwig erst nach der Weihe der Kirche nach Koblenz. Dies erhöht die Bedeutung des Erzbischofs für den Kirchbau, zumal sich die Kirche bis zum 13. Jahrhundert außerhalb der Stadt Koblenz befand. Die Reliquien des heiligen Kastor wurden zur Weihe aus der Stiftskirche St. Castor in Karden an der Mosel nach Koblenz übertragen. Als Heilige der Stadt Koblenz wurde Ludwigs angebliche Tochter Rizza in der Kirche verehrt, deren Reliquienschrein noch immer in der Kirche steht.
Die erste Kastorkirche des 9. Jahrhunderts war ein karolingischer Saalbau mit der Breite des heutigen Mittelschiffs. Im Westen schloss sich eine Vorhalle an, dazu kam ein Querhaus und eine direkt abschließende halbkreisförmige Apsis im Osten. Um sie herum führte von außen ein Ringkorridor. In dessen Scheitel lag ein Zwischenbau, der bis zu einer im Osten vorgelagerten Rotunde reichte. Diese Außenkrypta hing wohl mit der kaiserlichen Stiftung zusammen. Der Kirchenbau gehörte zum sogenannten Kastorstift (Kollegiatstift St. Kastor), in dem Priester in klosterähnlicher Gemeinschaft lebten.
Im 9. Jahrhundert war das Stift St. Kastor eng mit der Reichsgeschichte verbunden. Im Jahre 842 wurden hier die Bestimmungen über die fränkische Reichsteilung von 110 Bevollmächtigten der Söhne des damaligen Statthalters Ludwigs des Frommen, Lothar I., Karl II. des Kahlen und Ludwig des Deutschen, ausgehandelt, die dann im Vertrag von Verdun 843 unterzeichnet wurden. Ergebnis dieses Vertrags war, dass das Fränkische Reich in drei Teile (Westfrankenreich, Lotharingien und Ostfrankenreich) geteilt wurde.
Das Stift St. Kastor wurde zum bedeutenden Treffpunkt der Kaiser und Könige sowie deren Nachfahren und Schlichtungsort, wo Streitigkeiten der herrschenden Kaiser und Könige verhandelt und beigelegt wurden. Im Juni 860 trafen sich beispielsweise die karolingischen Herrscher der drei Teilreiche zur Beilegung ihrer Streitigkeiten und handelten den Frieden von Koblenz aus.
Mit Einfall der Normannen 882 wurde die Kastorkirche zerstört, aber sofort wieder aufgebaut. In einer weiteren Bauphase Mitte des 11. Jahrhunderts erfolgte der Ausbau der dreiteiligen westlichen Vorhalle zur Doppelturmfassade. Der Umbau der Kirche zu ihrer heutigen Form und Größe begann etwa 1160 unter Propst Buvo. Die gesamte ältere Bausubstanz östlich des Querhauses wurde abgebrochen. An gleicher Stelle entstand ein dreiteiliger Chor mit einer reich gegliederten Mittelapsis, die von zwei schlanken Türmen als Pendants zu den Westtürmen flankiert wird. Zwischen Querhaus und Chor entstanden die eingeschossigen Schatzkammern. Die Westtürme wurden 1180 um ein sechstes Geschoss erhöht.

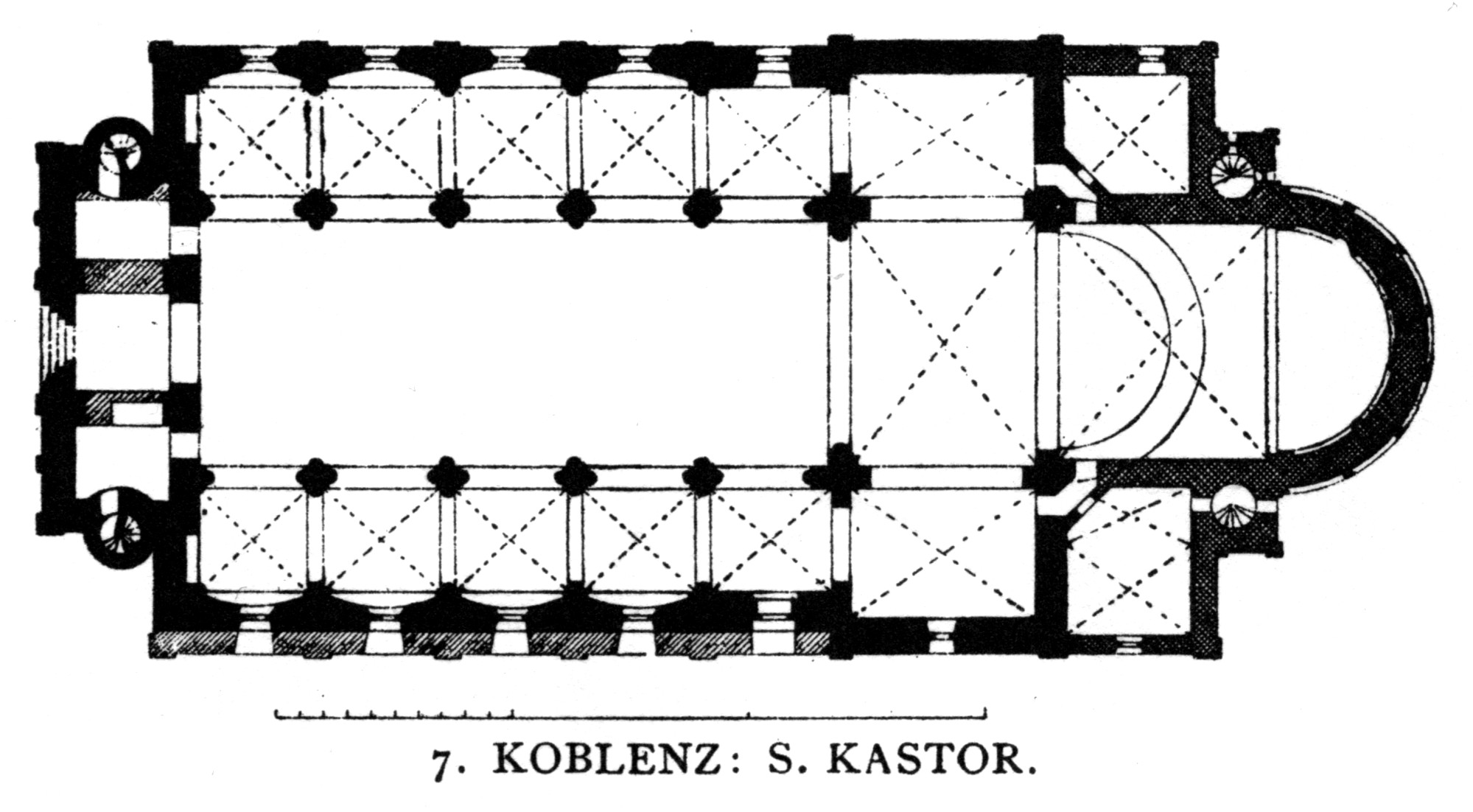
Grundriss, Situation 13. Jahrhundert

Beim Kampf zwischen Otto IV. und Philipp von Schwaben im ausgetrockneten Moselbett bei Koblenz wurde im Oktober 1198 auch die Kastorkirche beschädigt. Ein Ritter namens Walter fiel bei der Verteidigung des Kastorstifts. Danach wurde Anfang des 13. Jahrhunderts das karolingische Saalschiff durch ein basilikales Langhaus mit gewölbten Seitenschiffen ersetzt. Erzbischof Johann I. weihte die erneuerte Kirche und ihre Altären am 27. Juli 1208. Das Mittelschiff von 1208 besaß eine Flachdecke, das alte Querhaus und die Seitenschiffe bekamen in dieser Umbauphase aber ein Kreuzgratgewölbe. Mit Erweiterung der Stadtbefestigung von Koblenz Mitte bis Ende des 13. Jahrhunderts wurde auch die Kastorkirche durch die neue Stadtmauer geschützt.
Der Trierer Erzbischof Bruno von Lauffen gründete 1110 neben der Kastorkirche das zur Koblenzer Florinskirche gehörende Nikolaus-Spital in Koblenz. Erzbischof Theoderich von Wied rief 1216 die Ritter des Deutschen Ordens nach Koblenz und schenkte ihnen einen Teil des Geländes der Kastorkirche mitsamt dem dort befindlichen Nikolaus-Spital. Eine Motivation für die Ansiedlung des Ordens war dessen Tätigkeit in der Krankenpflege. Unmittelbar an der Ecke, wo die Mosel in den Rhein fließt, entstand bald danach die Deutschordenskommende zur Verwaltung der Ordensprovinz (Ballei) Koblenz. Die Ballei war dem Hochmeister des gesamten Ordens direkt unterstellt. Seit dieser Niederlassung des Deutschen Ordens trug die Stätte zunächst die Bezeichnung Deutscher Ordt und dann den Namen Deutsches Eck.

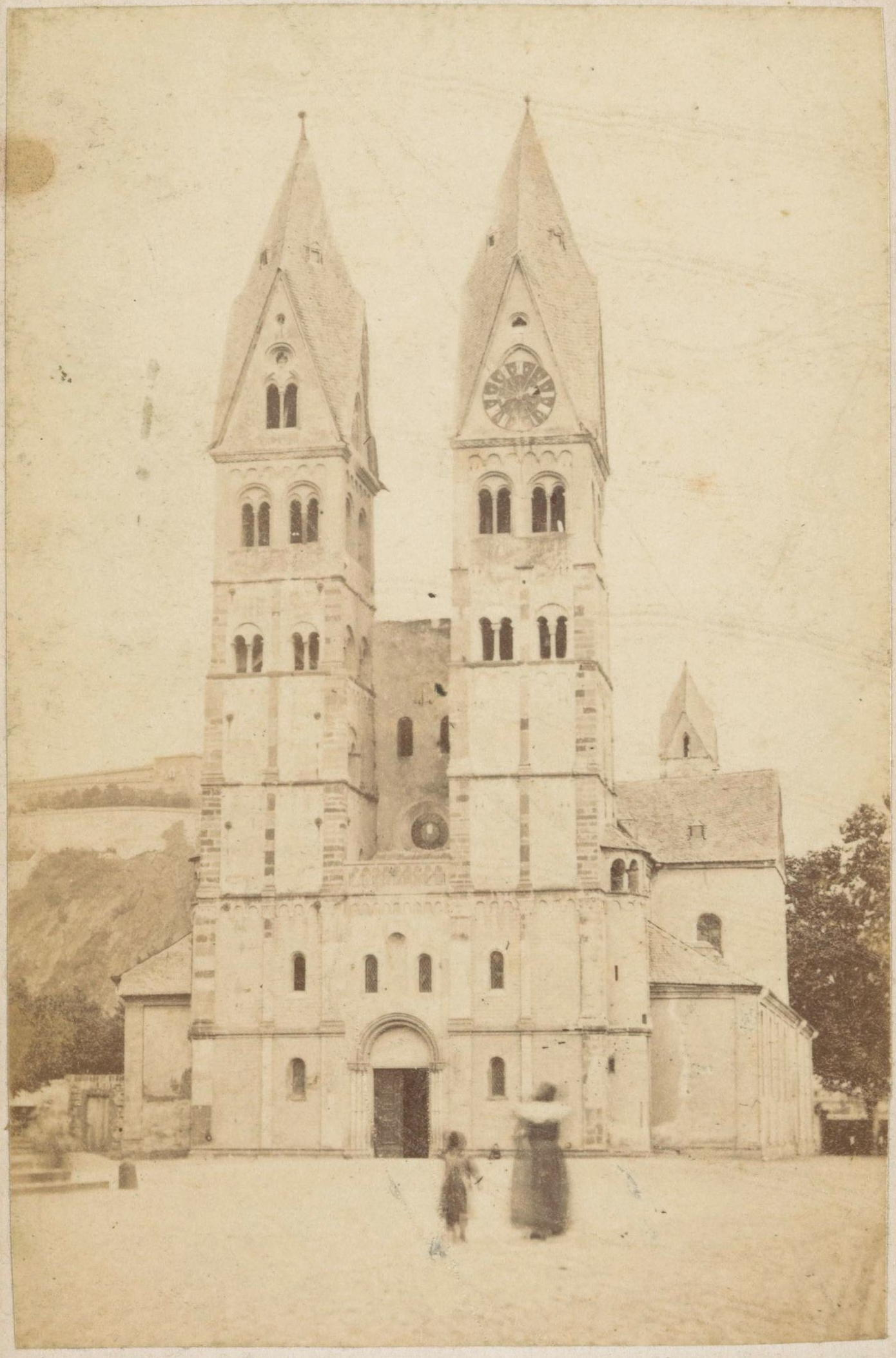
Westansicht um 1890, über dem niedrigen Eingangsjoch ein Rosenfenster

Im Jahre 1338 fand das letzte bedeutende Treffen in der Kastorkirche statt. Bei einem Hoftag in Koblenz besiegelten Kaiser Ludwig der Bayer und der englische König Eduard III. Bund und Freundschaft. Von 1496 bis 1499 wurde die Flachdecke des Mittelschiffs von einem Meister Matthias durch ein gotisches Sternrippengewölbe ersetzt. Auch das Vierungsgewölbe wurde in der Zeit erneuert. Damit erreichte der Kirchenbau in der Form der Architektur sein bis heute bestehendes Aussehen.
Bis 1802 blieb St. Kastor ein Kollegiatstift. Die Stiftsgebäude standen vor der Westfassade der Kastorkirche und auf deren Südseite, vor der sich auch der Kreuzgang befand. Am Chor der Kirche lag ein Kirchhof für die Angehörigen der Pfarrei St. Kastor. Während der Säkularisation in französischer Zeit wurde das Kastorstift aufgehoben und die Stiftsgebäude samt Kreuzgang abgerissen. Die Kastorkirche blieb aber Pfarrkirche. Anfang des 19. Jahrhunderts kehrten einige Reliquienpartikel des hl. Castors aus Koblenz nach Karden zurück und wurden wieder im historischen Castorschrein deponiert.
Nach Plänen des preußischen Bauinspektors Johann Claudius von Lassaulx wurde 1848–1850 mit einer völligen Restaurierung begonnen, im Inneren erfolgte eine Ausmalung mit Fresken durch Joseph Settegast. Dabei wurde die barocke Ausstattung beseitigt. Ein im Jahr 1805 errichtetes klassizistisches Westportal wurde ebenfalls abgerissen und 1859 durch ein „stilgerechtes“ in romanischen Formen ersetzt, das der erste Werkmeister beim Kölner Dombau, Franz Schmitz, schuf. In den Jahren 1890–1895 wurde unter Leitung des Stadtbaumeisters Friedrich Wilhelm Ludwin Mäckler eine Außenrestaurierung und eine Erneuerung aller Portale durchgeführt. Ab 1928 erfolgte eine erneute Restaurierung im Inneren.

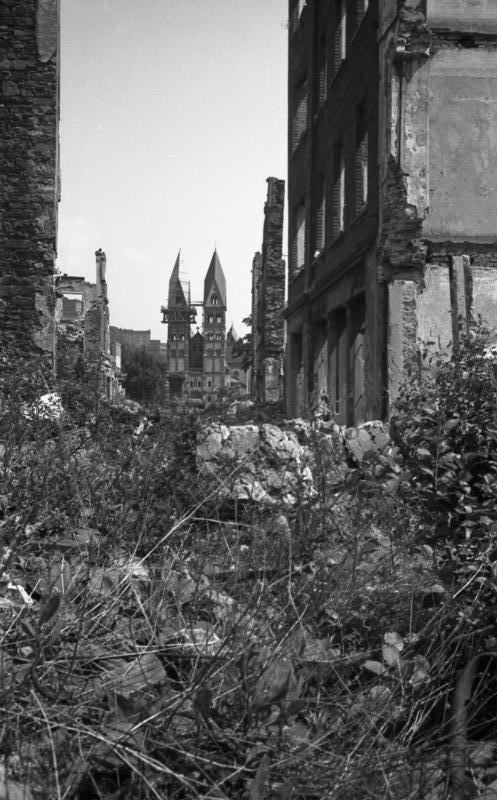
Wiederaufbau der Kastorkirche (um 1946) inmitten des zerstörten Koblenz

Beim schwersten Luftangriff auf Koblenz vom 6. November 1944 wurde die Kastorkirche erheblich beschädigt. Artillerietreffer bei Einmarsch der amerikanischen Truppen im März 1945 beschädigten zusätzlich den Bau. Die steinerne Substanz inklusive der Gewölbe blieb allerdings weitgehend intakt, ebenso die Ausstattung; nur die barocke Orgel und ihre Empore verbrannten, auch wurden die aus dem 19. Jahrhundert stammenden Glasfenster zerstört. Mit dem Wiederaufbau wurde bereits 1945 begonnen. Eine neue Ausmalung im Inneren erfolgte 1955. Eine neue Orgel wurde 1962 im Querhaus eingebaut. Die Westtürme wurden 1980–1983 gesichert, in dem man große Teile der Tuffsteinverblendung auswechselte. Der Innenraum erfuhr 1985–1990 die letzte Restaurierung. Dabei wurden vom Landesamt für Denkmalpflege archäologische Grabungen und Bauuntersuchungen durchgeführt.
Papst Johannes Paul II. erhob die Kastorkirche am 30. Juli 1991 zur päpstlichen Basilica minor. Seit 1999 bilden die katholischen Pfarrgemeinden Liebfrauen und Herz-Jesu eine Pfarreiengemeinschaft und haben einen gemeinsamen Pfarrer. Im Jahr 2005 kam noch die Pfarrei St. Kastor zu dieser Gemeinschaft hinzu. 2011 war der Bereich um die Kastorkirche Teil der Veranstaltungsfläche der Bundesgartenschau in Koblenz. Dazu wurden die Grünanlagen um die Kirche neu gestaltet. Auf der Südseite entstand ein religiöser Paradiesgarten. Innen wurde 2014 an der Westwand zusätzlich zu einer kleineren Chor-Orgel eine neue große Hauptorgel eingebaut.

## Bau und Ausstattung

### Außen

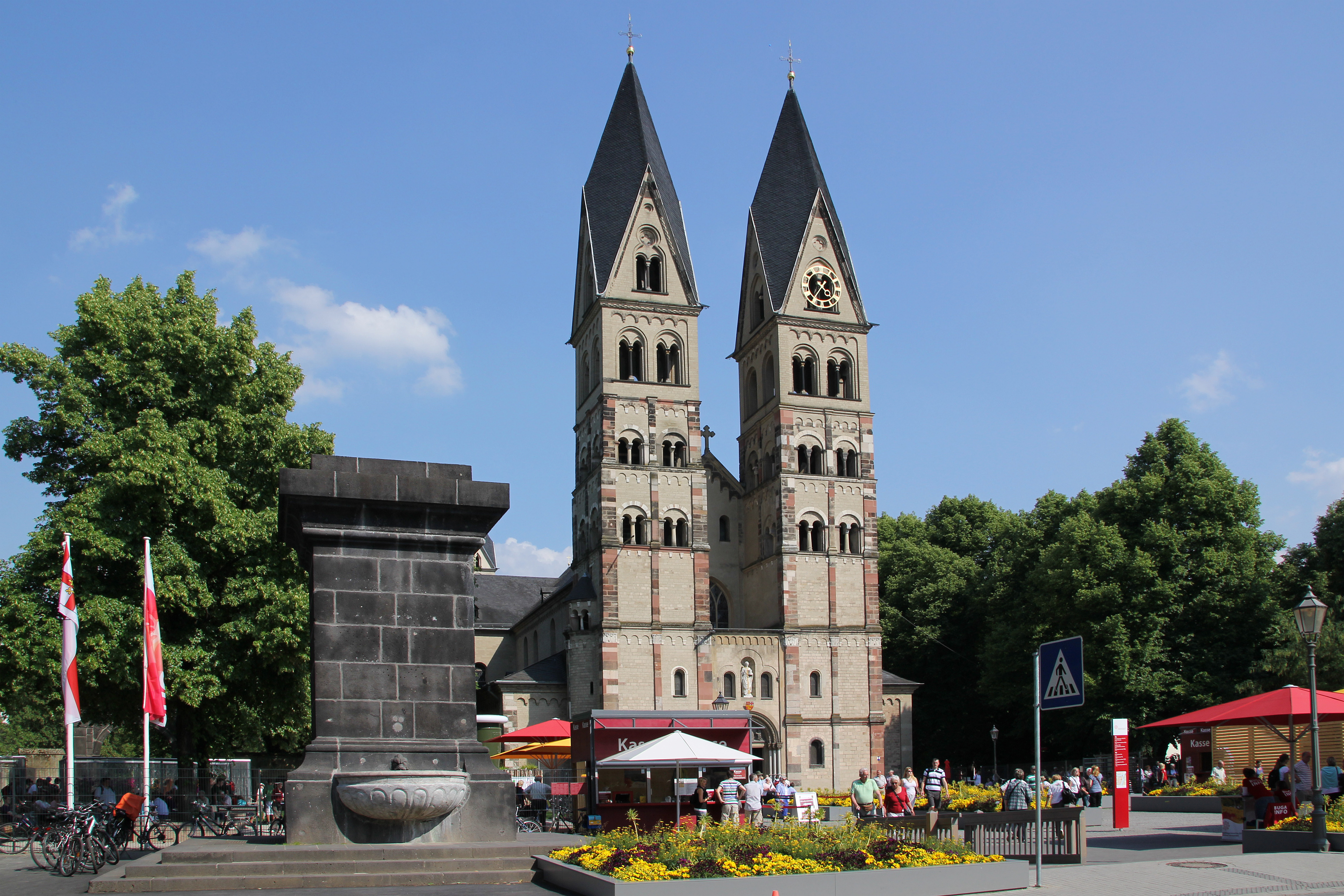
Basilika St. Kastor mit dem Kastorbrunnen

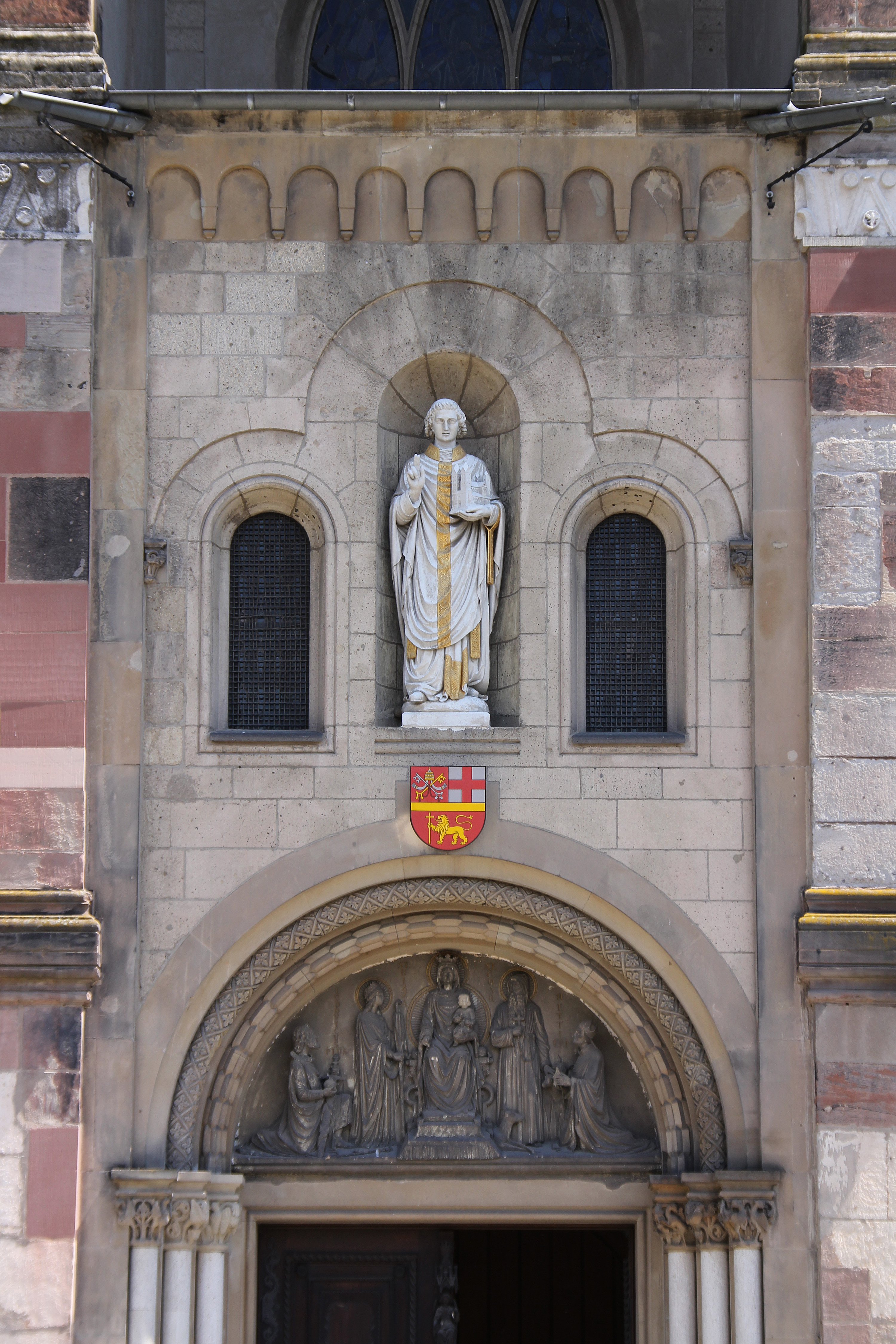
Figur des heiligen Kastor über dem Hauptportal von 1859

Die Basilika St. Kastor ist eine dreischiffige Gewölbebasilika mit Doppelturmfassade, Querhaus, Chor und einer Apsis, die von zwei kleineren Türmen flankiert wird. Der freistehende Kirchenbau aus hellem Tuffstein liegt inmitten einer Grünanlage. Die mit Pilastern gegliederten Türme haben steile Giebel und Rautendächer. Das Westportal wurde 1859 von Matthias Schmitz geschaffen und das figürliche Tympanon darüber 1866 von Joseph Fuchs. Die Skulpturen stellen von links nach rechts den heiligen Ludovicus, die selige Rizza, Maria mit Kind, den heiligen Goar und Erzbischof Hetti dar. Über dem Portal in einer Nische steht eine Figur des heiligen Kastor von Gottfried Götting. Langhaus und Querhaus sind einfach strukturiert, der zum Rhein nach Osten gerichtete Chor hingegen ist nach Vorbild des Bonner Münsters besonders reich gegliedert. Er hat zu beiden Seiten der runden, dreigeschossigen Apsis je einen fünfgeschossigen Chorflankenturm. Das dritte Geschoss der Apsis besteht aus einer Zwerggalerie mit 21 Säulenarkaden. In der Fensterzone tragen Löwen als Christussymbole einige der Säulen. Alle Dächer sind mit Schiefer gedeckt.
Zahlreiche Grabplatten aus der Kirche befinden sich an der Mauer des nördlich gelegenen Blumenhofs. Dieser ehemalige Friedhof schließt an seiner Westseite mit einem pilastergerahmten Portal aus dem 18. Jahrhundert ab. Die Kirche ist einschließlich der Vorhalle 58,25 m lang, die Gesamtbreite beträgt 25,30 m. Die Türme sind 44,00 m hoch, dabei 6,00 m breit und 6,80 m tief.

### Innen

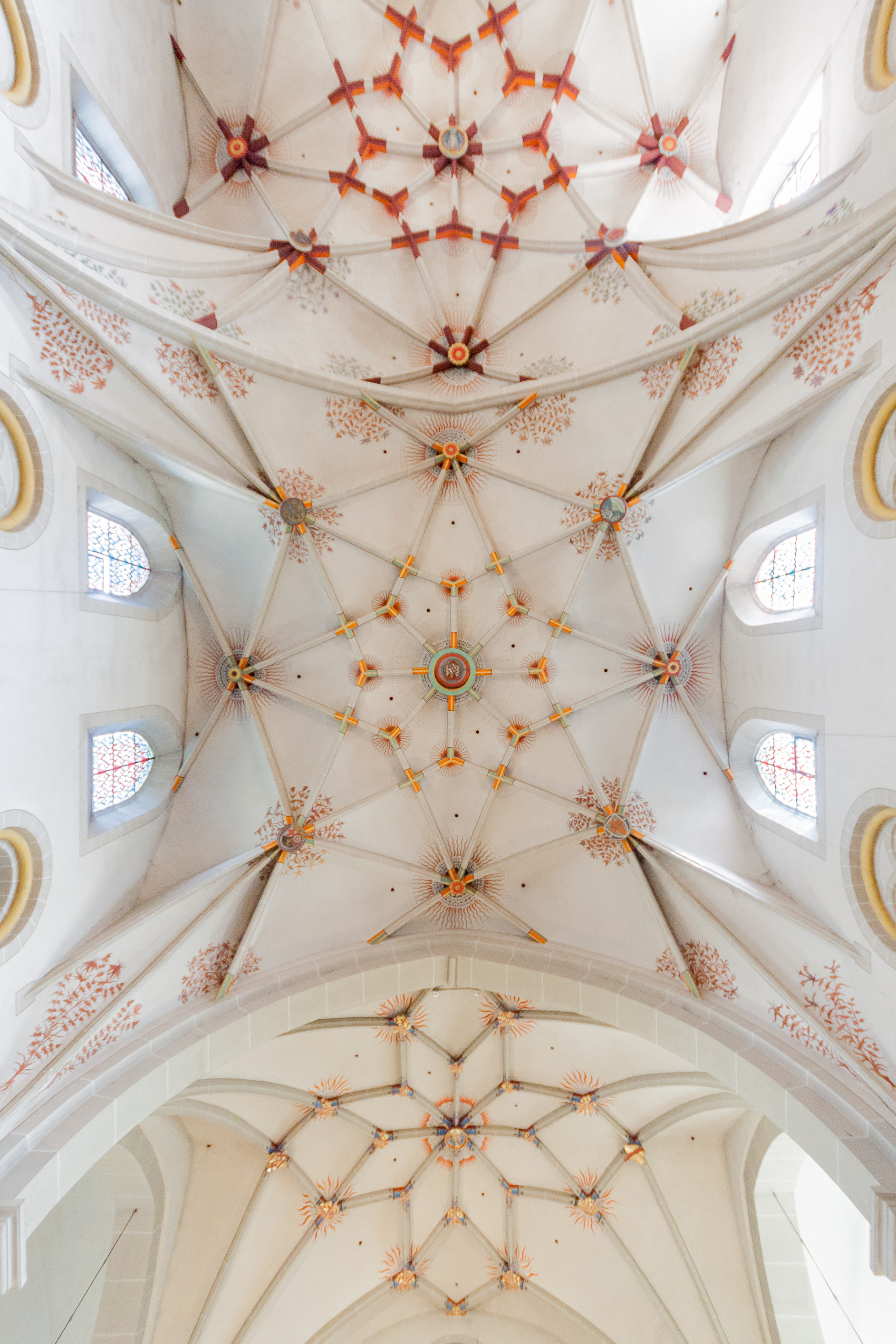
Sterngewölbe

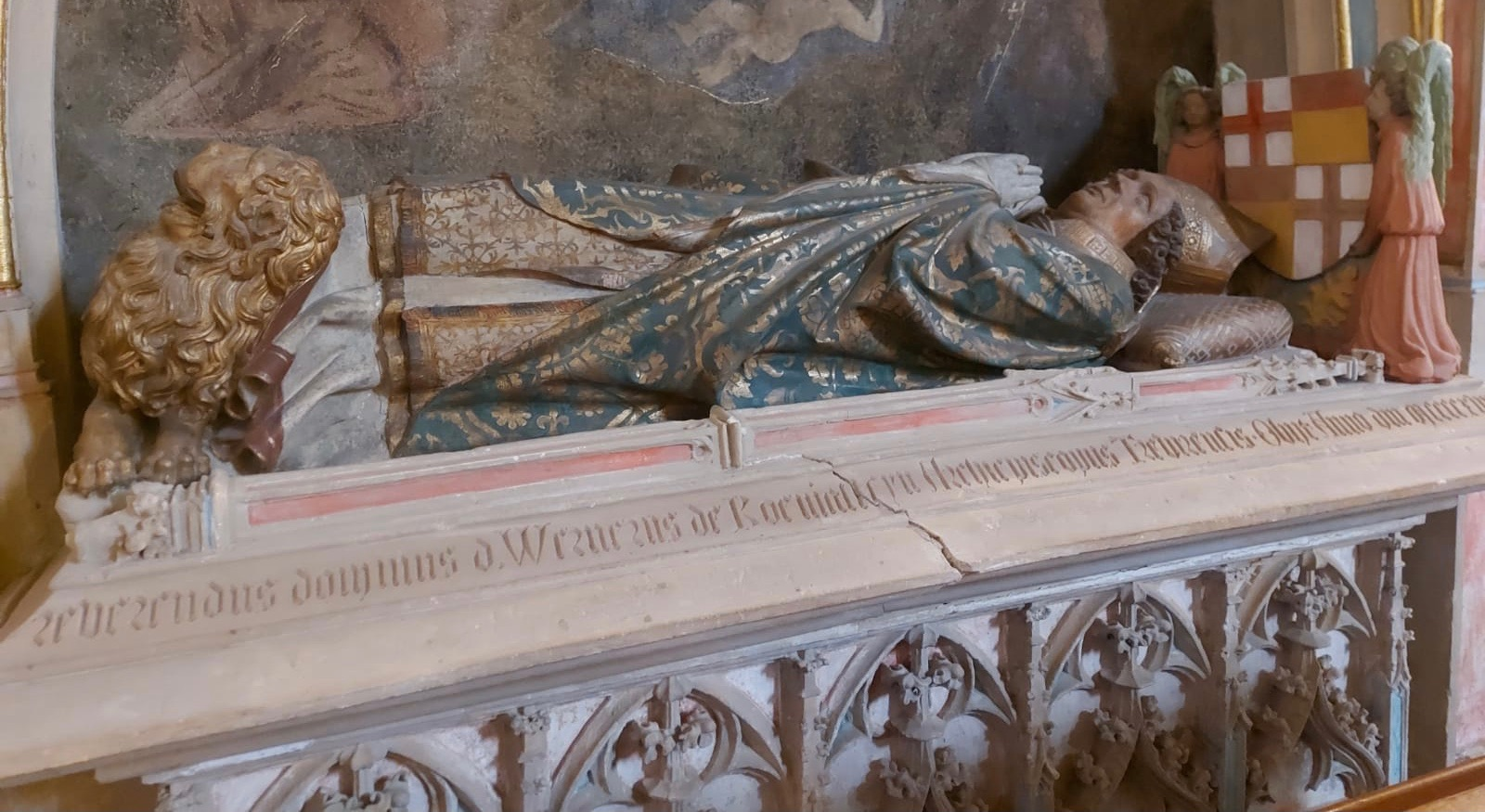
Grabmal des Trierer Kurfürsten Werner von Falkenstein, Detail mit Wappen

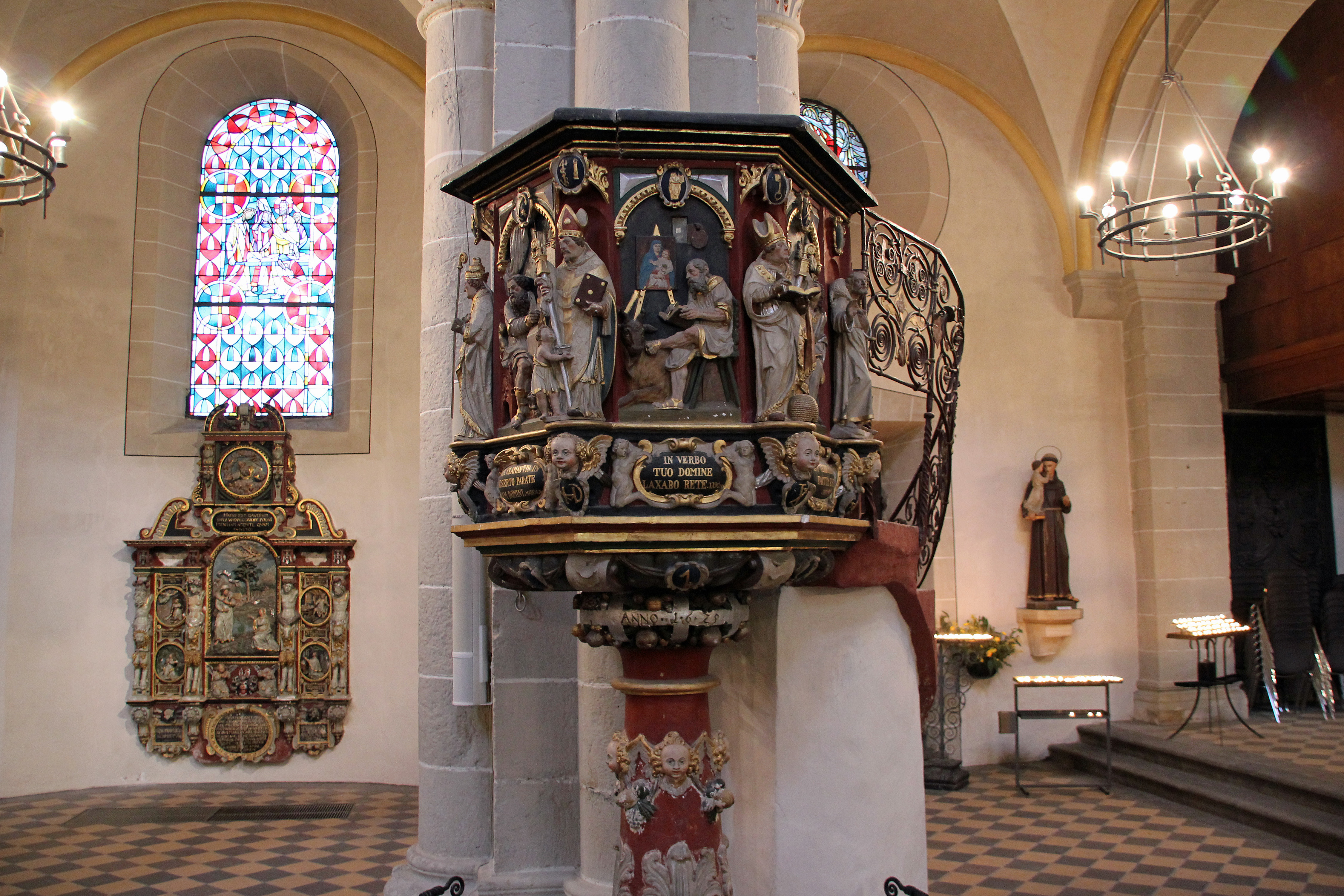
Sandsteinkanzel, links das Grabmal des Dechanten Maternus Gillenfelt

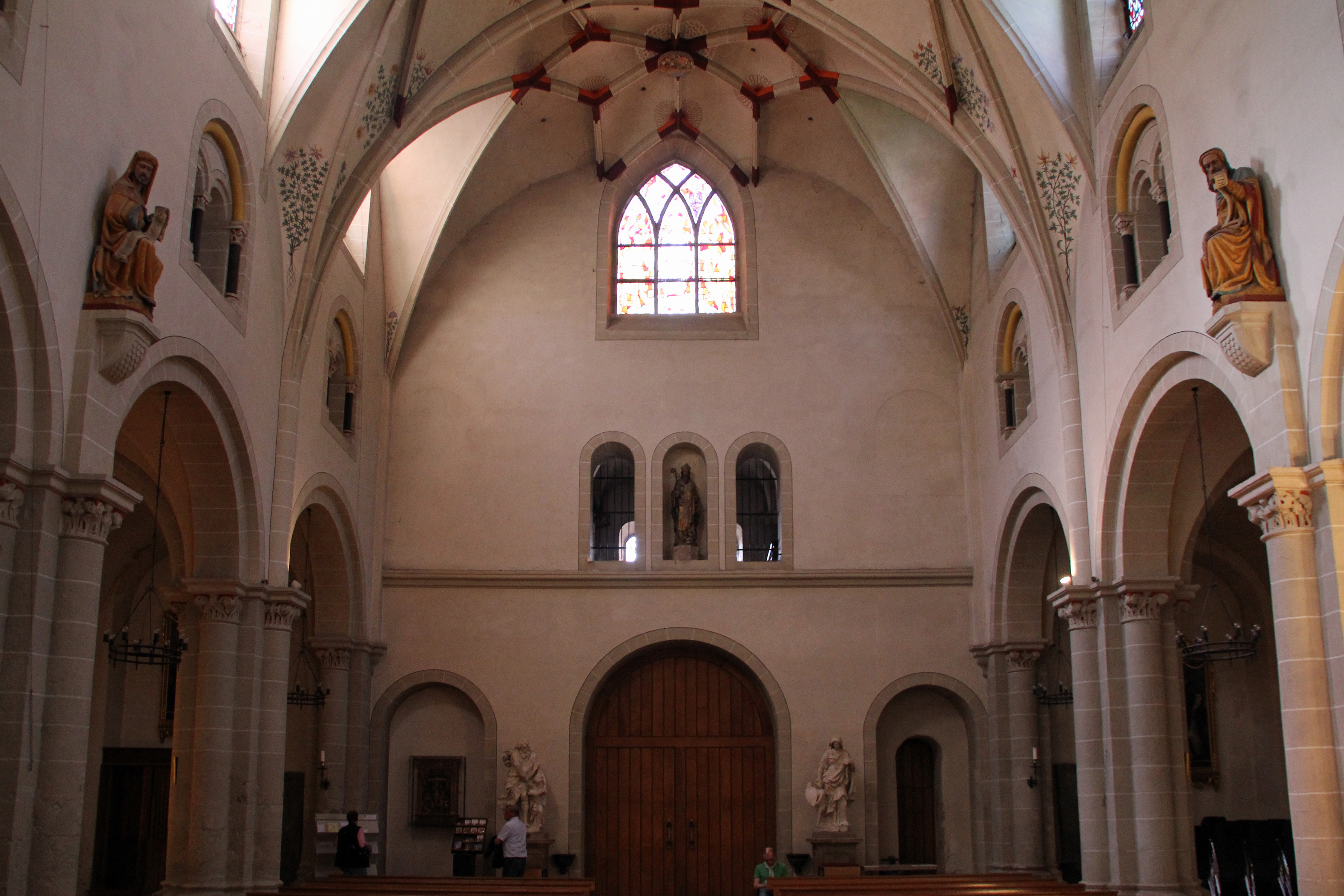
Westwand mit Spitzbogenfenster von 1945–1948, vor Einbau der neuen Hauptorgel von 2014

Der Innenraum der Basilika St. Kastor ist wegen der verschiedenen Bauphasen sehr uneinheitlich. Das Langhaus ist geprägt von Pfeilern mit Halbsäulenvorlagen, die durch abgetreppte Rundbögen verbunden sind. Die kreuzgratgewölbten Seitenschiffe sind mit flachbogigen Nischen ausgestattet, was charakteristisch für die Romanik am Mittelrhein ist. Oberhalb der Biforienfenster der Scheinemporen ist der Wechsel der Bauplanung sichtbar, denn die Obergadenfenster darüber unterscheiden sich wesentlich davon. Die Planänderungen des 13. Jahrhunderts waren Folge der außergewöhnlichen Breite des Mittelschiffs, die den damaligen Baumeistern bei der Einwölbung Schwierigkeiten machte. Das Mittelschiff und die Vierung haben ein Sternrippengewölbe, der Chor ein Kreuzgratgewölbe. Über der Apsis malte Clemens Hillebrand 1990 in fresco-secco Technik ein Himmlisches Jerusalem auf den Triumphbogen. Die weite, aber niedrige Apsis ist im unteren Bereich durch Blendbogen gegliedert, die nicht zu den Fenstern darüber passen. Ein 1849 von Josef Settegast geschaffenes Fresko in der Kuppel darüber stellt die Heilige Dreifaltigkeit dar. Darunter verbirgt sich ein Majestas Domini aus dem 13. Jahrhundert. Aus der gleichen Zeit stammen Wandmalereien, die heute oberhalb der spätgotischen Gewölbe liegen. Da sie seit der Einwölbung im Dachraum verborgen sind, wurden sie nie übermalt oder restauriert und gehören deshalb zu den wenigen unverändert erhaltenen Wandmalereien aus dieser Zeit.
Ein mehrfach restauriertes Gnadenbild an der inneren Fassadenwand stammt aus dem 15. Jahrhundert. Aus dem Spätmittelalter um 1480 sind 16 Tafelbilder mit Halbfiguren der zwölf Apostel, Jesus Christus, Maria, des heiligen Kastor und der seligen Rizza in einem spätromanischen Steinrahmen erhalten. An einem Pfeiler im Mittelschiff hängt eine reich mit figürlichem Schmuck ausgestattete Sandsteinkanzel, die 1625 von Peter Kern aus Koblenz geschaffen wurde. Auf dem Hochaltar, der 1848 nach Plänen des Baumeisters Johann Claudius von Lassaulx und des Malers Heinrich Knauth errichtet wurde, steht ein barockes Bronzekruzifix von 1685, das Georg Schweigger schuf. Im nördlichen Seitenschiff steht der neugotische Reliquienschrein von St. Kastor und der seligen Rizza (Stadtheilige von Koblenz), der nach Plänen von Vinzenz Statz 1894 von dem Koblenzer Kunsthandwerker Meyer angefertigt und 1906 in Maria Laach bemalt wurde. Des Weiteren befinden sich in der Kastorkirche figürliche Grabmäler des 15. bis 18. Jahrhunderts von besonderem historischen und kunsthistorischen Rang. Dies sind an der Nordwand des Chors ein üppig gestaltetes Wandgrab für Erzbischof Kuno II. von Falkenstein († 1388) und das gegenüberliegende, künstlerisch ebenfalls bedeutende Hochgrab, des Erzbischofs Werner von Falkenstein († 1418), beide spätgotisch. Im südlichen Seitenschiff findet man das Doppelgrabmal des Koblenzer Amtmannes Friedrich von Sachsenhausen († 1411) und seiner Frau Sophie Schenk von Liebenstein, beide aus Sandstein. Auch wenn die Gesichtsdarstellungen als mäßig gelungen bezeichnet werden können, ist es doch ein gutes Beispiel des Weichen Stils im Rheinland. In der Nähe auch das dreiteilige spätgotische Epitaph für Ritter Johann von Schönborn und seiner Gattin aus dem Geschlecht Waldbott-Bassenheim (15. Jahrhundert). Im nördlichen Seitenschiff befindet sich das Epitaph des Dechanten Maternus Gillenfelt († 1607).
Im Südquerhaus (und damit wieder im Kirchenraum) befindet sich seit 2017 das Ende des 16. Jahrhunderts entstandene Epitaph des Stiftsherren Jacob Zieglein, das seit dem 19. Jahrhundert im Pfarrhaus aufbewahrt worden war. Es ist ein ursprünglich als Grabmal gedachter dreiteiliger Flügelaltar. Aufgeklappt zeigt er links Jacob Zieglein mit seinem Wappen als Beter, im Mittelteil Jesus am Kreuz mit Maria, Johannes und Maria Magdalena. Über diesem Bild schwebt im Dreiecksgiebel des Altars der auferstandene Christus. Im rechten Flügel ist Christi Verklärung auf dem Berg Tabor dargestellt. Auf den Rückseiten der Flügel sind bei zugeklapptem Altar der hl. Castor und der hl. Florin zu sehen. Durch eine aufwendige Restaurierung konnte die ursprüngliche Malerei freigelegt werden.
 Brigitten-Madonna 

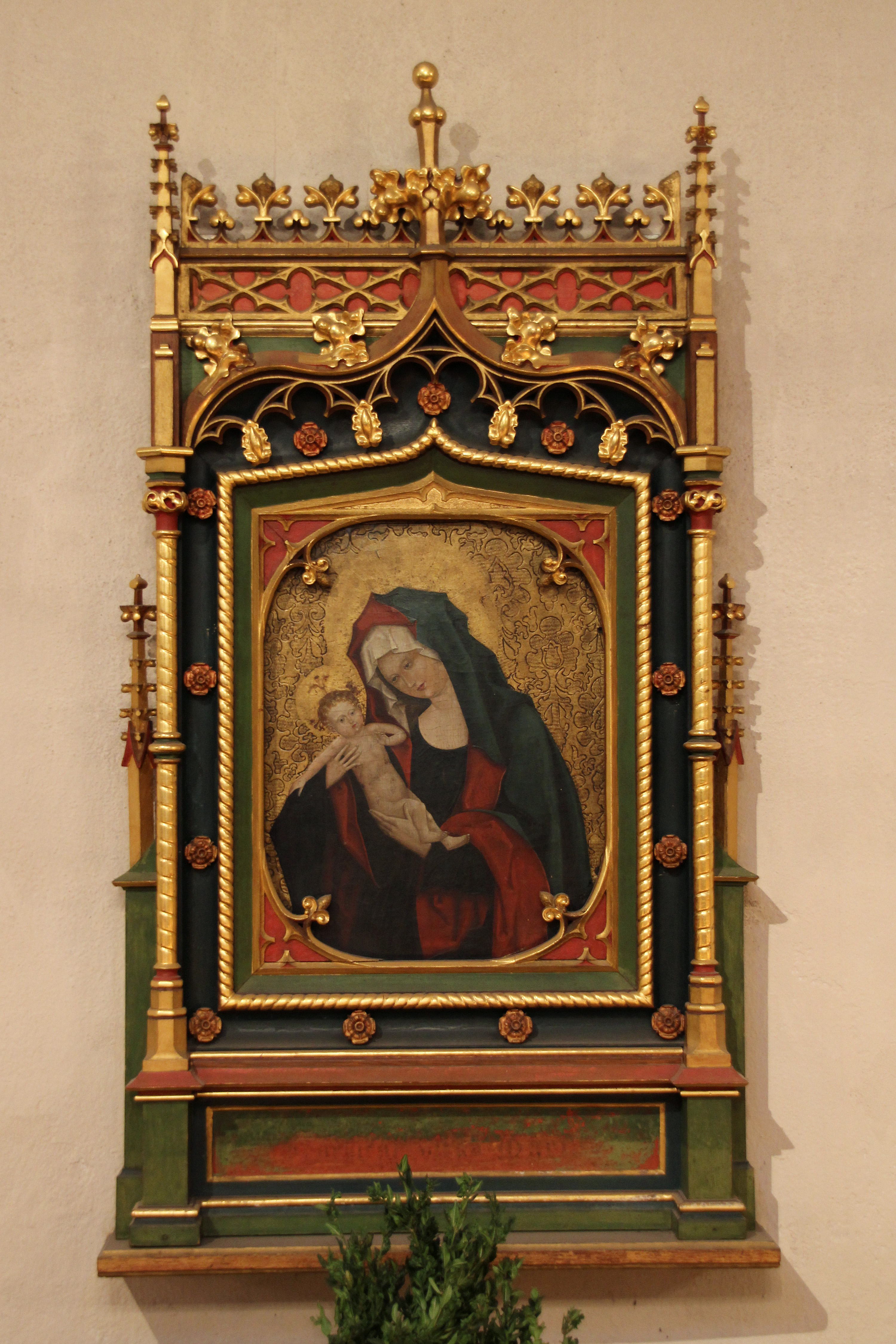
Marienbild Brigitten-Madonna

Im zweiten Joch des südlichen Kirchenschiffs hängt das Marienbild Brigitten-Madonna. In einem Papier hinter dem Bild ist über die (falsche) Geschichte zu lesen:
„Das ist jenes Bild, dem die Heilige Brigitta mit besonders frommer Verehrung ergeben und welches in dem Zisterzienserkloster Alvastra in der Nähe von Linköping (Schweden) durch Wunder berühmt war; von dort wurde es im Jahre 1519 von der Durchlauchtigsten Königin Eleonora, des Kaiser Karl V. Schwester und Christian III., König von Dänemark, Schweden und Norwegen Gemahlin nach Dänemark gebracht.“
Nach einer kunstkritischen Untersuchung kann das Tafelbild erst zwischen 1350 und 1410 entstanden sein, und zwar in Böhmen oder von einem böhmisch geprägten Künstler. Seit 1672 ist das Bild nachweisbar. Es befand sich damals im Besitz des Weihbischofs Otto Reinhold von Andrimot, der es bei seiner Wahl zum Dechanten des Liebfrauenstifts Wetzlar mit dorthin brachte. Bis zur Säkularisation 1802/1803 blieb die Brigitten-Madonna dort. Danach fiel sie – wie viele kirchliche Güter – in weltliche Hände. Nach einer Urkunde im Pfarrarchiv kam es 1822 in den Besitz des Geheimen Medizinalrates Joseph Settegast. Lange behalten hat er es aber nicht, denn schon am 26. Februar 1836 bekamen die Schwestern von der Kongregation des Heiligen Borromäus das Tafelbild, die im Koblenzer Bürgerhospital kranke und alte Menschen pflegten. Dieses Hospital gehörte zusammen mit der angeschlossenen ehemaligen Franziskanerkirche zur Pfarrei von St. Kastor, wohin die Brigitten-Madonna 1849 ihre letzte Reise antrat.

### Orgeln
Schon für das Jahr 1422 konnte in St. Kastor eine Orgel nachgewiesen werden. Weitere Instrumente wurden 1489 von Bruder Leonhard Mertz und Orgelbauer Boos errichtet. 1769 wurde eine zweimanualige Orgel von den Orgelbauern Gebrüder Stumm auf der hölzernen Westempore errichtet. Diese Orgel wurde mehrmals umgebaut und erweitert, zuletzt 1929 durch das Hinzufügen von zwei Seitenfeldern durch den Orgelbauer Stahlhuth aus Aachen. Am 6. November 1944 wurde die Westempore von einer Brandbombe getroffen und brannte mitsamt der Orgel ab.
Im Jahr 1962 erbaute die Firma Späth aus Mengen-Ennetach eine dreimanualige Orgel (38 Register) mit elektropneumatischer Traktur. Wegen der Hochwassergefahr wurde sie hoch an die Nordwand des nördlichen Querhauses gehängt. Nach der Innenrenovierung der Kirche wurde sie nicht wieder in Betrieb genommen und 2013 abgebaut. Der italienische Orgelbauer Tamburini stellte die Orgel mit leichten Veränderungen in der neuen Kirche San Gabriele dell’Addolorata in Italien auf, wo sie am 24. März 2013 wieder eingeweiht wurde.

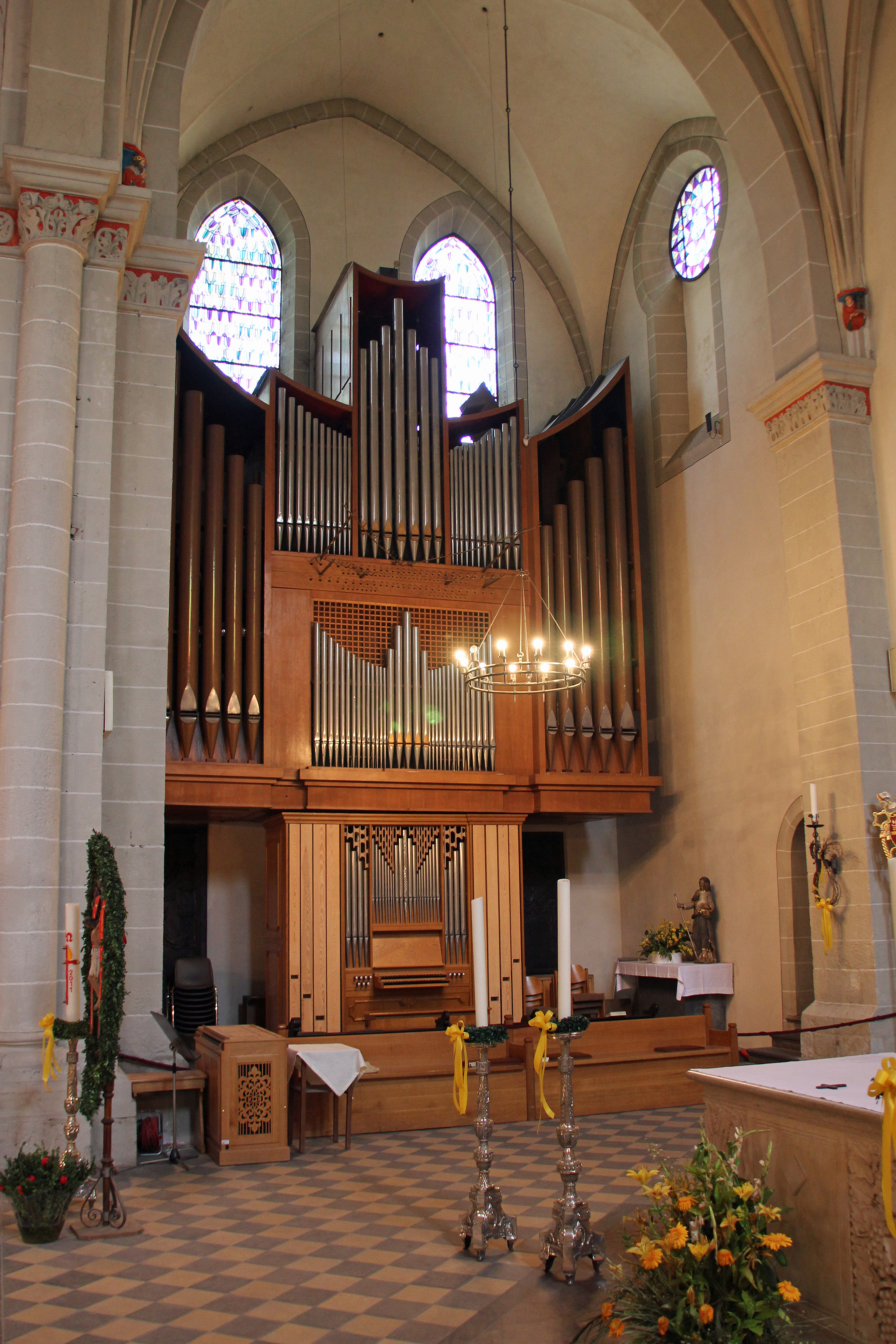
Chororgel unter der ehemaligen Späth-Orgel im Nordquerhaus

#### Chororgel
Die Chororgel wurde 1990 von dem Orgelbauer Hugo Mayer (Heusweiler) erbaut. Das Instrument hat 11 Register auf zwei Manualen und Pedal und mechanische Trakturen. Es wurde unter der 2013 abgebauten Späth-Orgel auf einem fahrbaren Podest aufgestellt und ist seitdem im gottesdienstlichen Gebrauch.
| I Hauptwerk C–g3 |               |    |
| 1.               | Rohrflöte     | 8′ |
| 2.               | Praestant     | 4′ |
| 3.               | Waldflöte     | 2′ |
| 4.               | Mixtur III–IV | 2′ |

| II Nebenwerk C–g3 |             |       |
| 5.                | Holzgedackt | 8′    |
| 6.                | Blockflöte  | 4′    |
| 7.                | Doublette   | 2′    |
| 8.                | Spitzquinte | 1 ⁄3′ |

| Pedal C–f1 |            |     |
| 9.         | Subbass    | 16′ |
| 10.        | Rohrpommer | 8′  |
| 11.        | Gemshorn   | 4′  |

- Koppeln: II/I, I/P, II/P

#### Hauptorgel

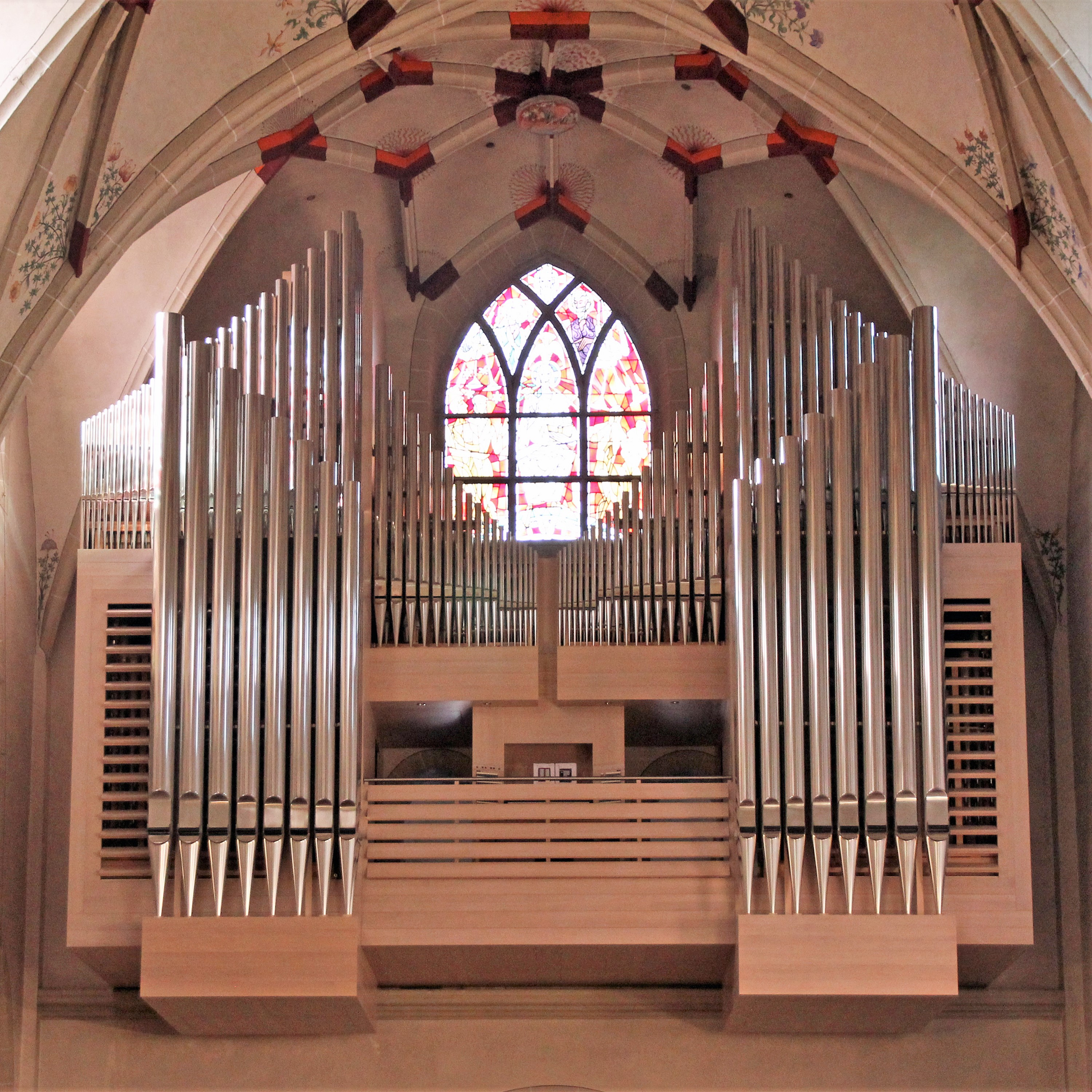
Die Hauptorgel an der Westwand

Die Hauptorgel vor der Westwand wurde 2014 von dem Orgelbauer Hugo Mayer (Heusweiler) erbaut und am 2. November 2014 mit einer Orgelweihe in Gebrauch genommen. Das Orgelgehäuse wurde von dem Architekten Ulrich Hahn (Aachen) in Zusammenarbeit mit dem Orgelbauer entworfen.
Das Instrument hat 44 Register (3.679 Pfeifen) auf vier Manualwerken und Pedal, zusätzlich 7 Registerauszüge (extendierte Register) und eine Pedaltransmission. Es ist im Stile einer symphonischen Orgel disponiert. Die Register von Positiv und Schwellwerk sind bis a4 ausgebaut (für Superoktavkoppeln). Das Solowerk ist ein Hochdruckwerk (280 mm WS) und verfügt über doppelte Schwelljalousien (vorne und seitlich). Die 12 größten Pfeifen des Untersatzes 32′ wurden in einer eigenen Kammer unter dem Dachboden des nördlichen Obergadens untergebracht; der Schall gelangt durch zwei Öffnungen in der Nordwand des Hauptschiffes in den Kirchenraum. Die Registertrakturen und Koppeln sind elektrisch, die Spieltrakturen mechanisch und elektrisch (Doppeltraktur). Das Instrument ist mit einer 5 × 10.000-fachen Setzeranlage ausgestattet, die mit Touchscreen bedient wird; außerdem verfügt es über einen MIDI-Controller mit integrierter Aufnahme- und Wiedergabe-Funktion.
Das Instrument wiegt insgesamt ca. 15 Tonnen; der Prospekt ist 9 m breit, ca. 8 m hoch und 2,6 m tief und aus Eichenholz gefertigt. Die Orgel kostete 1,1 Millionen Euro, wovon 400.000 Euro durch Spenden finanziert wurden. Die Orgel ist auch auf mehreren Tonträgern und DVDs dokumentiert.
| I Hauptwerk C–a3 |                |       |
| 1.               | Prästant       | 16′   |
| 2.               | Principal      | 8′    |
| 3.               | Viola da Gamba | 8′    |
| 4.               | Gedackt        | 8′    |
| 5.               | Octave         | 4′    |
| 6.               | Hohlflöte      | 4′    |
| 7.               | Quinte         | 2 ⁄3′ |
| 8.               | Superoctave    | 2′    |
| 9.               | Mixtur IV      | 1 ⁄3′ |
| 10.              | Cornett V      | 8′    |
| 11.              | Trompete       | 8′    |
|                  | Tremulant      |       |

| II Positiv C–a3 |                 |     |
| 12.             | Ital. Prinzipal | 8′  |
| 13.             | Salicional      | 8′  |
| 14.             | Bourdon         | 8′  |
| 15.             | Weitoctav       | 4′  |
| 16.             | Rohrflöte       | 4′  |
| 17.             | Flageolet       | 2′  |
| 18.             | Cymbel III      | 1′  |
| 19.             | Fagott          | 16′ |
| 20.             | Clarinette      | 8′  |
|                 | Tremulant       |     |

| III Schwellwerk C–a3 |                  |        |
| 21.                  | Bourdon          | 16′    |
| 22.                  | Geigenprinzipal  | 8′     |
| 23.                  | Konzertflöte     | 8′     |
| 24.                  | Gamba            | 8′     |
| 25.                  | Vox coelestis    | 8′     |
| 26.                  | Lieblich Gedackt | 8′     |
| 27.                  | Fugara           | 4′     |
| 28.                  | Trichterflöte    | 4′     |
| 29.                  | Nasard           | 2 ⁄3′  |
| 30.                  | Piccolo          | 2′     |
| 31.                  | Terz             | 1 3⁄5′ |
| 32.                  | Progressio III–V | 2′     |
| 33.                  | Trompete         | 16′    |
| 34.                  | Trompette harm.  | 8′     |
| 35.                  | Oboe             | 8′     |
|                      | Tremulant        |        |

| IV Solo C–a3 |                         |       |
| 36.          | Viola pomposa           | 8′    |
| 37.          | Doppelflöte             | 8′    |
| 38.          | Unda maris              | 8′    |
| 39.          | Traversflöte            | 4′    |
| 40.          | Harmonia aetheria III–V | 2 ⁄3′ |
| 41.          | Tuba                    | 16′   |
|              | Fanfare (Ext. Nr. 41)   | 8′    |

| Pedal C–g1 |                           |     |
|            | Untersatz (Ext. Nr. 43)   | 32′ |
| 42.        | Principalbass             | 16′ |
|            | Prästant (= Nr. 1)        | 16′ |
| 43.        | Subbass                   | 16′ |
|            | Octavbass (Ext. Nr. 1)    | 8′  |
|            | Weitgedackt (Ext. Nr. 43) | 8′  |
|            | Tenoroctave (Ext. Nr. 1)  | 4′  |
| 44.        | Posaune                   | 16′ |
|            | Trompete (Ext. Nr. 44)    | 8′  |
|            | Clarine (Ext. Nr. 44)     | 4′  |

- Koppeln (elektrisch)
  - Normalkoppeln: II/I (auch mechanisch), III/I, IV/I, III/II, IV/II, IV/III, I/P, II/P, III/P, IV/P,
  - Suboktavkoppeln: II/I, II/II, III/I, III/III,
  - Superoktavkoppeln: II/I, II/II, III/I, III/III, II/P, III/P
- Effektregister: Luscinia Henrici Antonii
- Anmerkung:

1. ↑  Durchschlagende Zungen

### Glocken
Erste Glocken sind in der Kastorkirche bereits für das Jahr 1200 belegt. Die Urkunden benennen für das Jahr 1286 einen Glöckner namens Heinrich, genannt Kuninc. Im 15. Jahrhundert hingen in den Glockentürmen fünf Glocken, die im Dreißigjährigen Krieg von der schwedischen Besatzung beschlagnahmt wurden und für den Bau von Kanonen vorgesehen waren. Sie konnten jedoch vor dem Einschmelzen von den Stiftsherren von St. Kastor zurückgekauft werden. Der herumreisende Glockengießer Raul Gaulard der Jüngere aus Aachen erhielt den Auftrag, vier alte Glocken umzugießen, nachdem er die entsprechende Ausschreibung gewonnen hatte. Er konnte 1848 sein Werk vor Ort vollenden. Im Jahr 1891 wurde das Geläut um eine neue Glocke ergänzt. Eine Beschlagnahme der Glocken im Ersten Weltkrieg ließ sich verhindern. Im Zweiten Weltkrieg mussten die Glocken im Sommer 1942 abgegeben werden. Sie wurden danach zu einer Sammelstelle nach Hamburg gebracht. Dort wurden sie aber nicht eingeschmolzen und so kehrte das vollständige Geläut nach dem Krieg wieder in die Kastorkirche zurück. Das Geläut gehört heute zu den wenigen in der Region noch vollständig erhaltenen aus dem 19. Jahrhundert.
Es sind die folgenden fünf Glocken:
| Name           | Ton  | Gewicht | Durchmesser | Jahr | Glockengießer                | Ort                   |
| -------------- | ---- | ------- | ----------- | ---- | ---------------------------- | --------------------- |
| Kastorglocke   | h0   | 2580 kg | 162,7 cm    | 1848 | Raul Gaulard der Jüngere     | Südturm (5. Geschoss) |
| Marienglocke   | cis1 | 1640 kg | 139,9 cm    | 1848 | Raul Gaulard der Jüngere     | Nordturm              |
| Goarglocke     | d1   | 1170 kg | 126,6 cm    | 1848 | Raul Gaulard der Jüngere     | Nordturm              |
| Antoniusglocke | e1   | 900 kg  | 119,8 cm    | 1891 | Andreas Hamm aus Frankenthal | Südturm               |
| Johannesglocke | fis1 | 642 kg  | 102,4 cm    | 1848 | Raul Gaulard der Jüngere     | Nordturm              |

## Umgebung

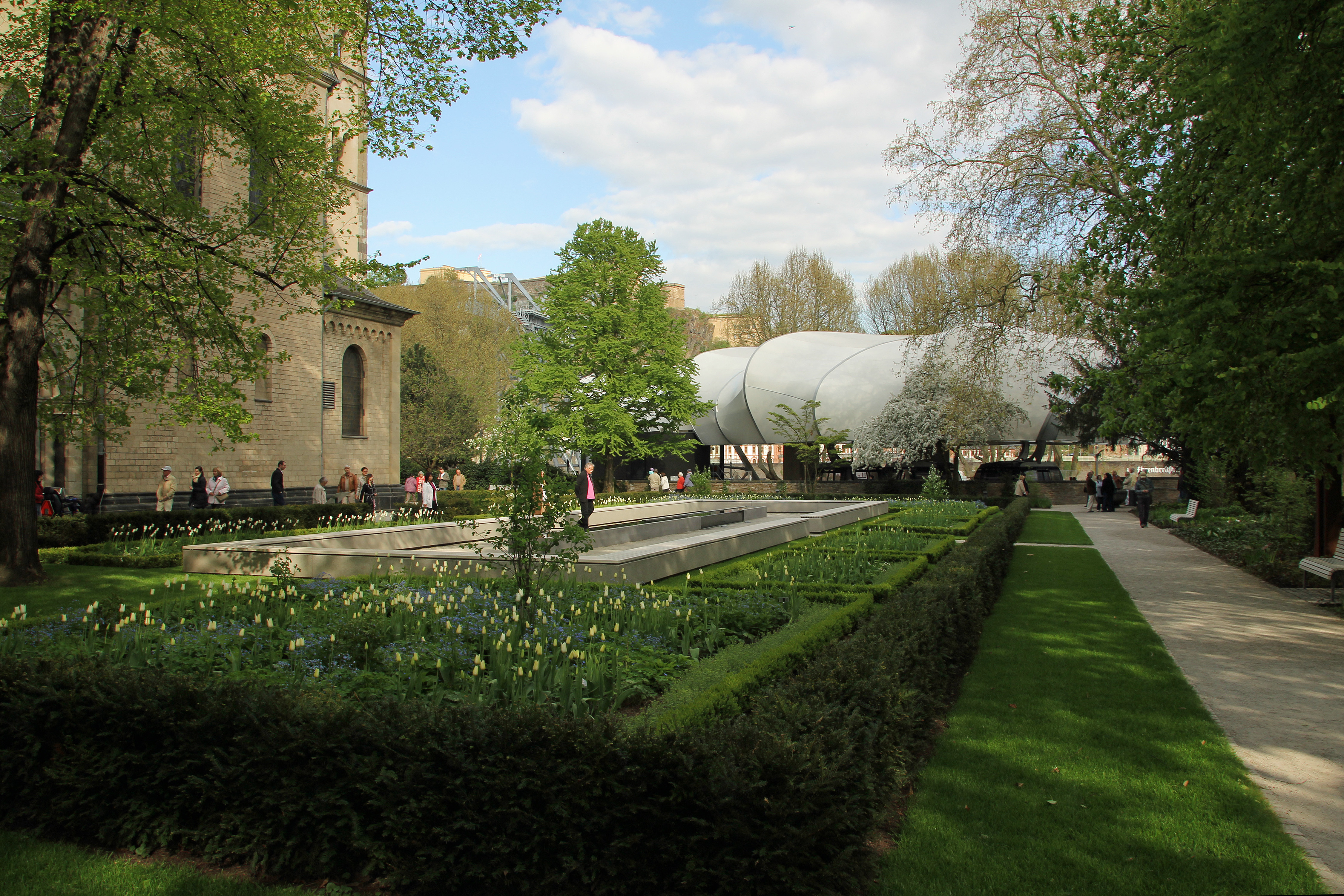
Zur Bundesgartenschau 2011 geschaffener „Paradiesgarten“, im Hintergrund die Talstation der Rheinseilbahn

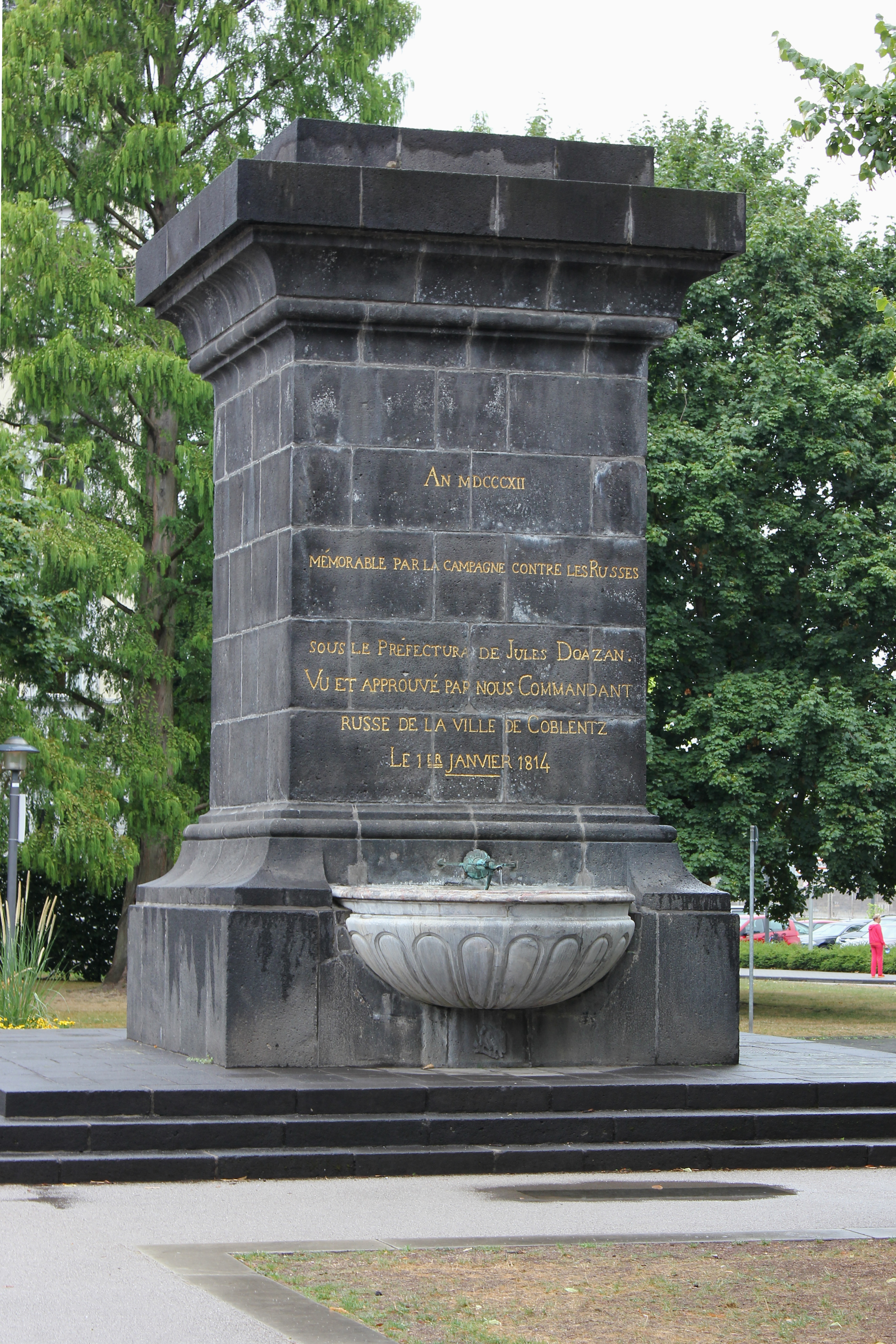
Kastorbrunnen auf dem Platz vor der Kirche

Die Basilika St. Kastor liegt inmitten einer Grünanlage hinter dem Deutschen Eck. Zwischen der Kirche und der heutigen Landspitze am Zusammenfluss von Rhein und Mosel befindet sich die ehemalige Deutschordenskommende des Deutschen Ordens. Das gesamte Areal war Teil der Veranstaltungsfläche der Bundesgartenschau 2011 und wurde dazu neu gestaltet. An der Ostseite hinter dem Chor steht in den Rheinanlagen die Talstation der Rheinseilbahn.

### Garten
Nördlich der Kirche in Richtung Deutschherrenhaus schließt sich der Blumenhof an, eine Gartenanlage mit reicher Blütenpracht. Auf der Südseite liegt der Kirchhof von St. Kastor. Er wurde zur Bundesgartenschau 2011 in einen religiösen Paradiesgarten umgewandelt. Bei den Bauarbeiten entdeckte man hier 2008 vor dem Chor die Überreste eines frührömischen Kastells aus dem 1. Jahrhundert. Im Jahr darauf konnte der Paradiesgarten fertiggestellt werden. Er stellt die Interpretation eines Hortus Conclusus als Sinnbild für die heilige Jungfrau Maria dar. In der Mitte des von Hecken umfriedeten stillen Ortes wurde ein Wasserbecken angelegt, das Reinheit und Quelle der Lebensfreude symbolisieren soll.
Im Bereich des Kirchhofs befand sich zuvor eine von der Industrie- und Handwerkskammer (IHK) Koblenz gestiftete Stabsonnenuhr, die neben der Uhrzeit auch das Datum anzeigt, wenn man die Jahreszeit kennt. Der Schatten des Stabes zeigt die Uhrzeit auf dem ebenen, zum Halbkreis gewellten Zifferblatt an. Die angezeigte Zeit ist um einen entsprechenden positiven oder negativen Wert auf der Achterschleife (Höhe des Lichtpunktes) abzulesen. Da die Sonnenuhr auf MEZ geeicht ist, muss während der Sommerzeit (MESZ) eine Stunde abgezogen werden. Der Lichtpunkt ist so ausgerichtet, dass die Sonnenstrahlen senkrecht durch die Blende fallen. Seine Höhe muss auf dem Zifferblatt während des Frühlings so weit links bzw. während des Herbsts so weit nach rechts verschoben werden, bis sie auf die Ekliptikkurve trifft. Von diesem Punkt aus muss man sich eine Senkrechte denken, die auf der oberen Skala das Datum im Monat anzeigt. Gleichzeitig kann damit der Bereich des jeweiligen Sternbildes abgelesen werden. Die Sonnenuhr wurde bei den Bauarbeiten zum Paradiesgarten entfernt.

### Vorplatz
Archäologische Untersuchungen aus dem Jahre 1990 haben eindeutig erwiesen, dass der Vorplatz von St. Kastor schon seit dem 1. Jahrhundert v. Chr. für kultische Zwecke genutzt wurde. In der Latènezeit standen hier eingetiefte Hütten mit Feuerstellen. In römischer Zeit verlief hier die Trasse der Rheintalstraße entlang, die wenige Meter nördlich das Mündungsgebiet der Mosel an einer seichten Stelle überquerte.
Den Platz vor der Basilika St. Kastor prägt seit 1812 der Kastorbrunnen, der auf humorvolle Art den Umgang der Kriegsparteien mit den Gegnern in der Zeit der Napoleonischen Kriege zeugt, die auch Koblenz trafen. Der Brunnen stand ursprünglich einige Meter südlich, bevor er in den 1950er Jahren an seinen heutigen Platz versetzt wurde.

### Pfarrhof

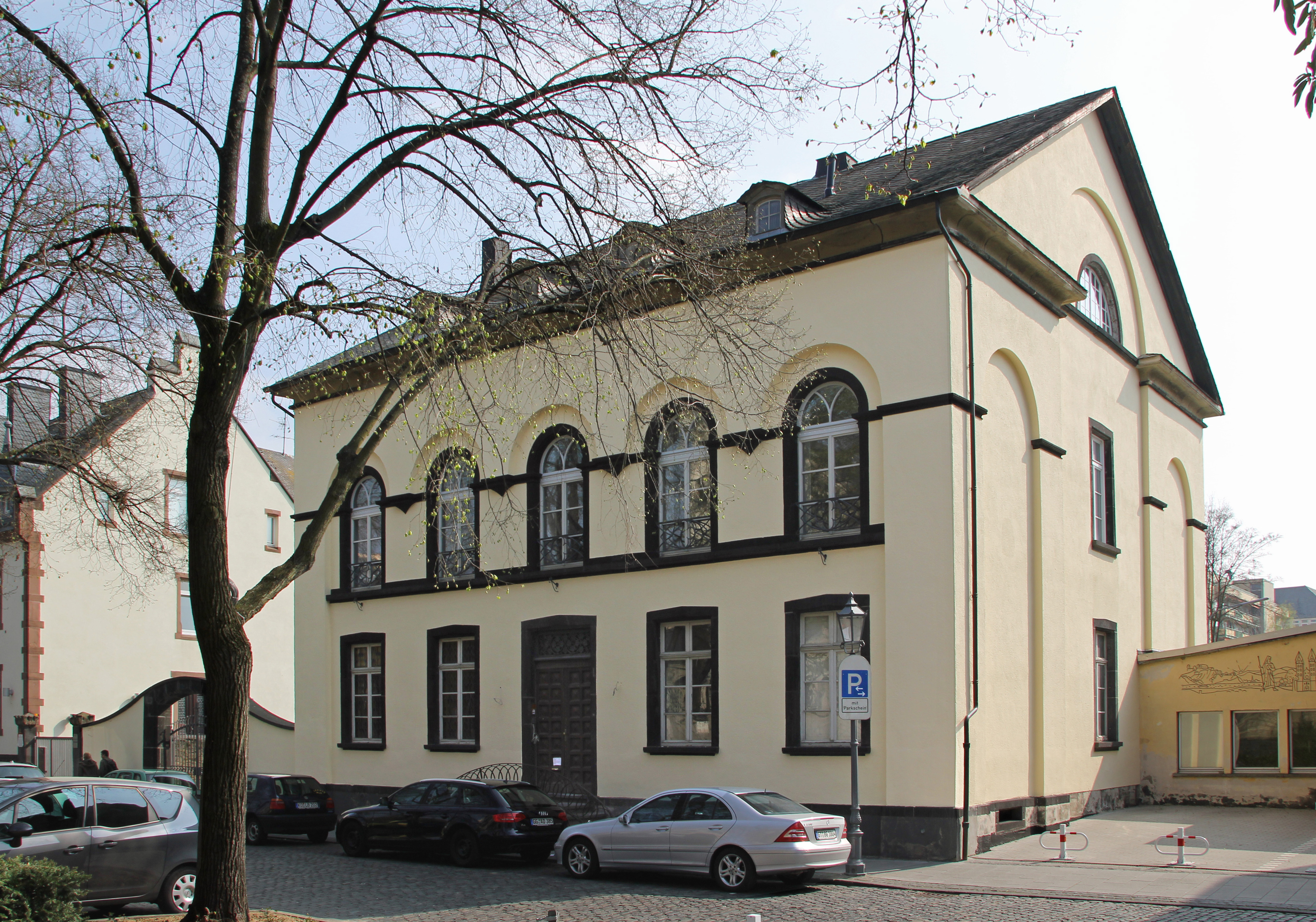
Pfarrhof St. Kastor

Südlich der Kirche in der Straße Kastorhof 8 (50° 21′ 42″ N, 7° 36′ 14,3″ O) befindet sich der Pfarrhof von St. Kastor. Dieses Pfarrhaus wurde 1827–1829 nach Plänen von Johann Claudius von Lassaulx errichtet und war sein erster und größter Pfarrhausbau im Raum Koblenz. Die Baukosten betrugen 7.378 Taler. Das Gebäude war die Residenz des Pfarrers von St. Kastor, wurde aber auch als Reisequartier für den Trierer Bischof genutzt.
Seit 2011 ist der sogenannte Kastorhof in Privatbesitz und wurde umfangreich unter Aufsicht der Denkmalschutzbehörde renoviert und modernisiert.
Der annähernd quadratische zweigeschossige Bau hatte ursprünglich eine steinsichtige Fassade, die nachträglich verputzt wurde. Im Erdgeschoss ist mittig eine zweiläufige Freischwebetreppe mit schmiedeeisernem Gitter angebracht. Die Fenster sind hier hochrechteckig mit Sohlbänken. Im Obergeschoss besitzt es Rundfenster mit Blendbögen. Diese Fenster sind mit einem durchgehenden Gesims verbunden. Das schiefergedeckte Satteldach mit fünf Gauben schließt mit einem wulstigen Traufgesims ab.

## Pfarreiengemeinschaft
Die Basilika St. Kastor ist Teil der „Pfarreiengemeinschaft Koblenz-Innenstadt Dreifaltigkeit“, zu der auch die Herz-Jesu-Kirche und die Liebfrauenkirche in der Altstadt sowie St. Josef in der Südlichen Vorstadt und St. Menas in Stolzenfels gehören.

## Denkmalschutz
Die Basilika St. Kastor ist ein geschütztes Kulturdenkmal nach dem Denkmalschutzgesetz (DSchG) und in der Denkmalliste des Landes Rheinland-Pfalz eingetragen. Sie liegt in Koblenz-Altstadt am Kastorhof.
Seit 2002 ist die Basilika St. Kastor Teil des UNESCO-Welterbes Oberes Mittelrheintal. Des Weiteren ist sie ein geschütztes Kulturgut nach der Haager Konvention und mit dem blau-weißen Schutzzeichen gekennzeichnet.